# Pendelbahn

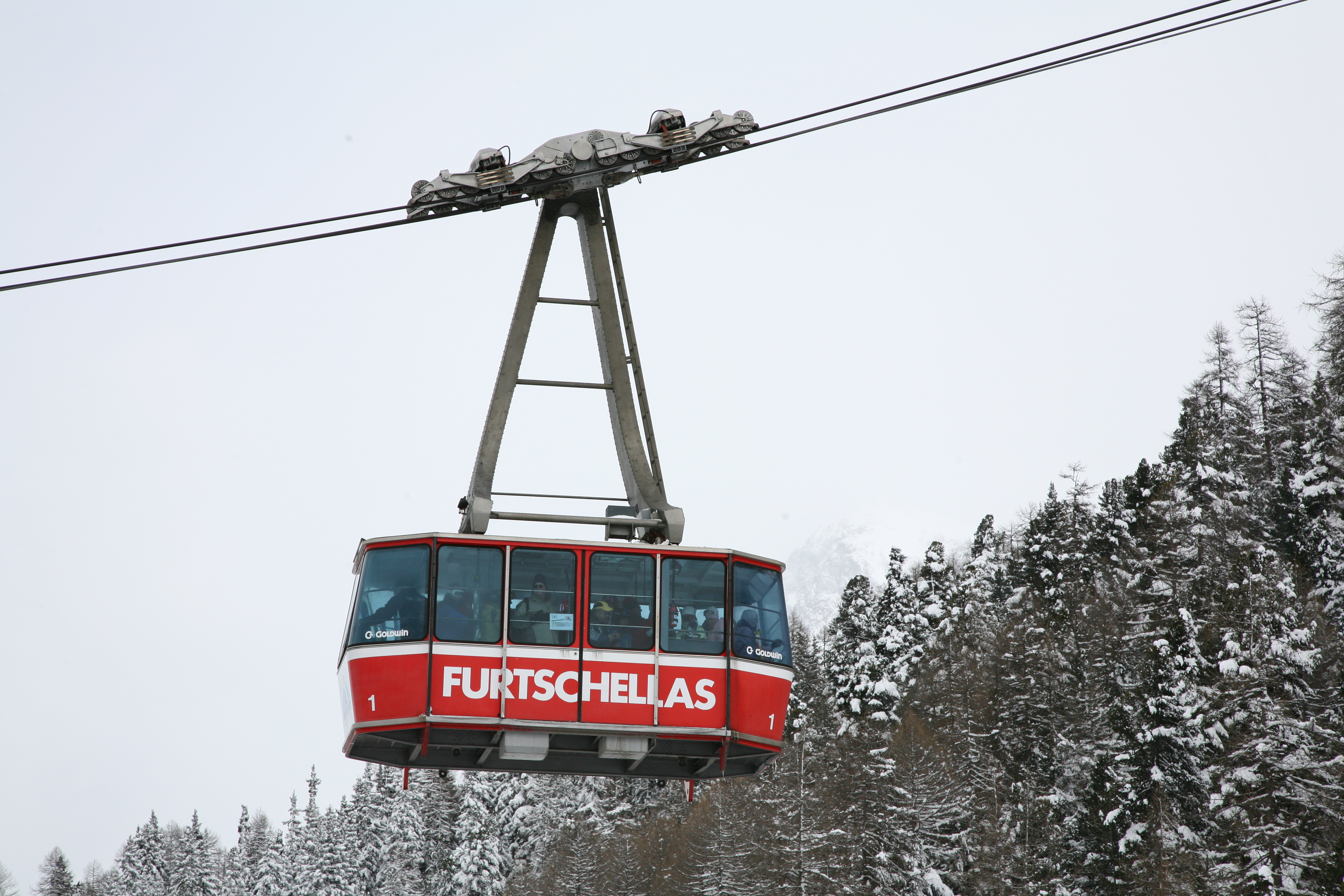
Pendelbahn Furtschellas (Schweiz)

Schema einer Pendelbahnkabine

Eine Pendelbahn, auch Pendelseilbahn, ist eine Luftseilbahn, bei der die Kabinen an einem oder mehreren Tragseilen hängend zwischen der Tal- und der Bergstation hin- und herfahren, also pendeln. Die Pendelbahn, insbesondere die Zweiseil-Pendelbahn, wird häufig als die klassische Luftseilbahn angesehen.

## Funktionsweise
Die Kabine, auch Wagen bzw. fachsprachlich Fahrbetriebsmittel genannt (Gondel ist technisch gesehen unzutreffend, siehe dazu Gondelbahn), ist über ein Gehänge mit dem Laufwerk verbunden, das mit seinen Laufrollen auf dem oder den Tragseilen fährt und von einem oder mehreren Zugseilen gezogen wird, so dass die Fahrzeuge – auf ihren jeweiligen Fahrbahnseiten verbleibend – zwischen den Stationen ohne Stationsdurchfahrt mit wechselnder Fahrtrichtung hin und her pendeln. Das gegenteilige Konstruktionsprinzip zur Pendelbahn ist die Umlaufseilbahn.

### Zweispurige und einspurige Pendelbahnen

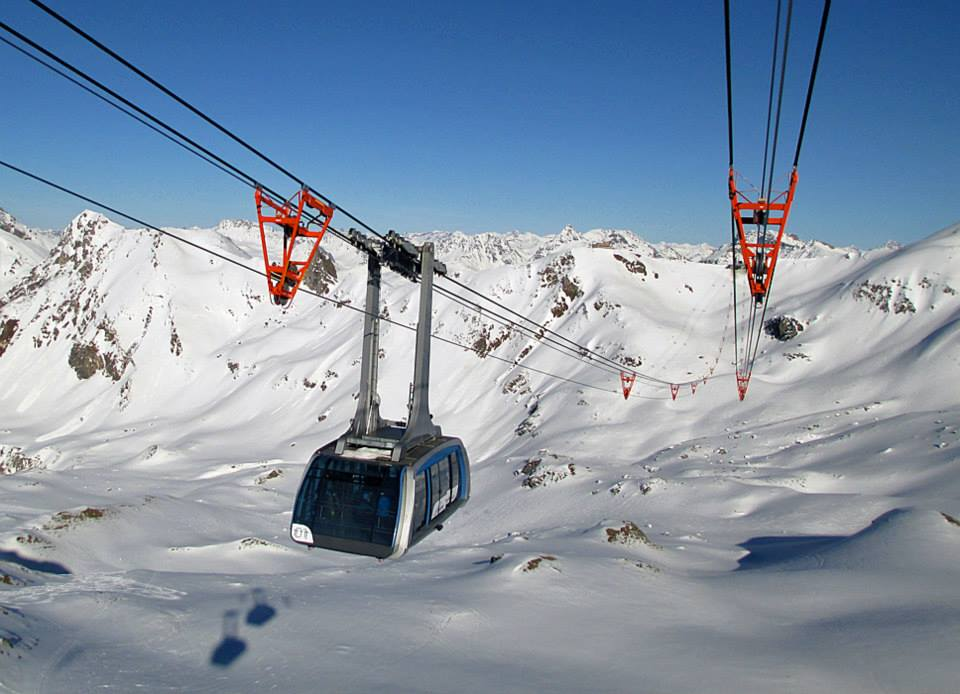
Die Urdenbahn zwischen Arosa und Lenzerheide, zwei voneinander unabhängige, einspurige Pendelbahnen

Pendelbahnen sind meist zweispurig. Bei dieser Bauart verkehren zwei Fahrzeuge jeweils auf einer eigenen, aus einem oder mehreren Tragseilen bestehenden Fahrbahn. Beide Fahrzeuge sind mit einem in der Bergstation über eine Seilscheibe geführten Zugseil fest verbunden, das sie hin und her bewegt, so dass ein Fahrzeug bergauf gezogen wird, während das andere bergab fährt. Das Gewicht der Fahrzeuge, genauer gesagt die Hangabtriebskraft, gleicht sich dabei weitgehend aus. Eine Kraftdifferenz kann sich aus unterschiedlicher Beladung und wechselnden Steigungen im Verlauf der Strecke ergeben. Die resultierende Zugkraft und die Kraft zur Überwindung der Reibung muss der Antriebsmotor aufbringen. Um das Zugseil spannen zu können und um die wandernden Seillasten auszugleichen, sind die Fahrzeuge über eine Umlenkscheibe in der Talstation mit dem Gegenseil verbunden, so dass Zugseil und Gegenseil eine geschlossene Schleife bilden.
Es existieren auch einspurige Pendelbahnen mit nur einer Fahrbahn und einem Fahrzeug. Sie können mit einer geschlossenen Zugseilschleife ausgeführt sein, bei der das Zugseil leer oder mit Ballast zurückläuft, oder als sog. Windenbahn, bei der das Fahrzeug von einer in der Bergstation untergebrachten Seilwinde bewegt wird. Ein neueres Beispiel einer einspurigen Windenbahn ist die 2005 eröffnete Luftseilbahn Lauterbrunnen–Grütschalp. Als kostengünstigere Materialseilbahnen zu Bergbauernhöfen werden auch einspurige Pendelbahnen gebaut, bei denen das rücklaufende Zugseil als Tragseil genutzt wird; dabei wird das Tragseil eingespart, aber die Haltbarkeit der tragenden Rollen wird halbiert, da sich ja zusätzlich der Fahrweg in der Gegenrichtung bewegt und sich dadurch verdoppelt.
Beispiele für eine einspurige Pendelbahn sind die obere Sektion der Nordkettenbahn von der Seegrube zur Hafelekarspitze und verschiedene Kleinseilbahnen in der Schweiz (s. u.). Bei einigen zweispurigen Pendelseilbahnen, die lediglich geringe Höhenunterschiede überwinden müssen, werden für jede Richtung getrennte Zugseilschleifen und Antriebe eingesetzt (das Zugseil läuft dabei leer, bei größeren Spannfeldern ggf. an nur für sie eingerichteten Tragseilen hängend zurück). Solche Anlagen können unabhängig voneinander betrieben werden; in Zeiten geringen Fahrgastaufkommens kann der Fahrbetrieb auf eine Spur reduziert werden, ebenso kann eine Gondel als Bergefahrzeug für eine womöglich stecken gebliebene Gondel der anderen Spur eingesetzt werden. Beispiele für solche Anlagen sind die Roosevelt Island Tramway seit dem Umbau im Jahre 2010, der Vanoise Express oder die Urdenbahn. Funifor-Anlagen basieren im Regelfall ebenfalls auf diesem Prinzip.
Zweispurige Pendelbahnen, die Bergbauernhöfe mit dem Tal verbinden, werden auch als Wasserballastbahn gebaut. Dabei wird am Berg ein unter dem Fahrzeug befindlicher Wasserbehälter gefüllt (oder das zweite Fahrzeug führt nur Wasser), dessen zusätzliches Gewicht die Lasten nach oben zieht. Im Kärntner Lesachtal wurden aber auch Wassermühlen zum Antrieb von Materialseilbahnen oder von Seilzügen, um steile Hänge bergauf pflügen zu können, verwendet; siehe dazu auch Luggauer Mühlen.

### Gruppenpendelbahn
Es können aber anstelle der beiden großen Kabinen auch Gruppen von kleineren Fahrbetriebsmitteln (in der Praxis zwei bis fünf Fahrzeuge), die unmittelbar hintereinander am Zug- oder Förderseil angebracht sind, auf den jeweiligen Spuren pendelnd verkehren (Beispiel: die Obersalzbergbahn). Durch diese Anordnung können an der Berg- und Talstation schmalere Gebäude gebaut und Seilbahnstützen mit kürzeren Kragarmen verwendet werden. Bei dicht hintereinander gehängten Kabinen müssen diese untereinander verbunden werden, um ein gegenseitiges Anstoßen zu verhindern.

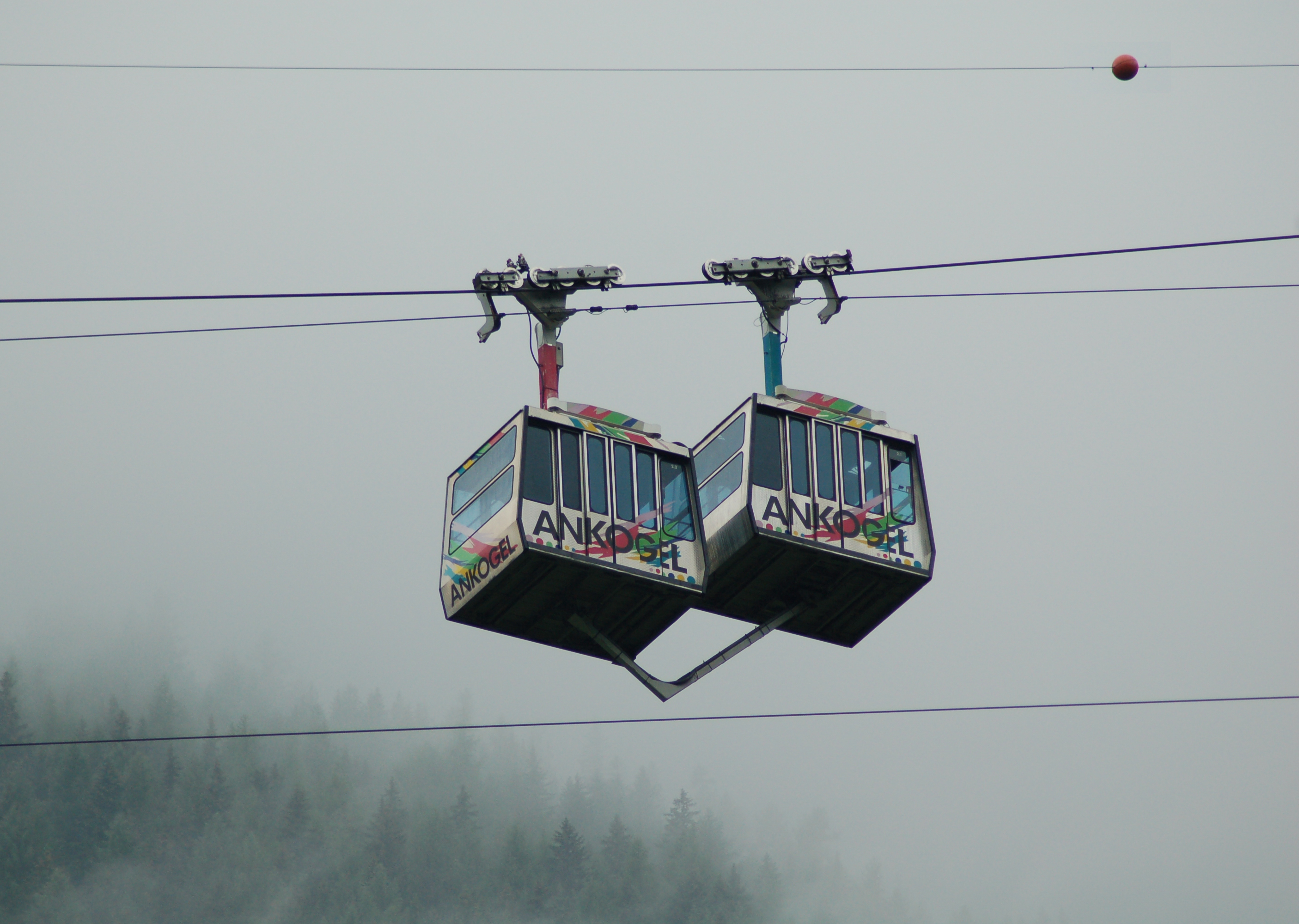
Gruppenpendelbahn Ankogelbahn, Sektion I
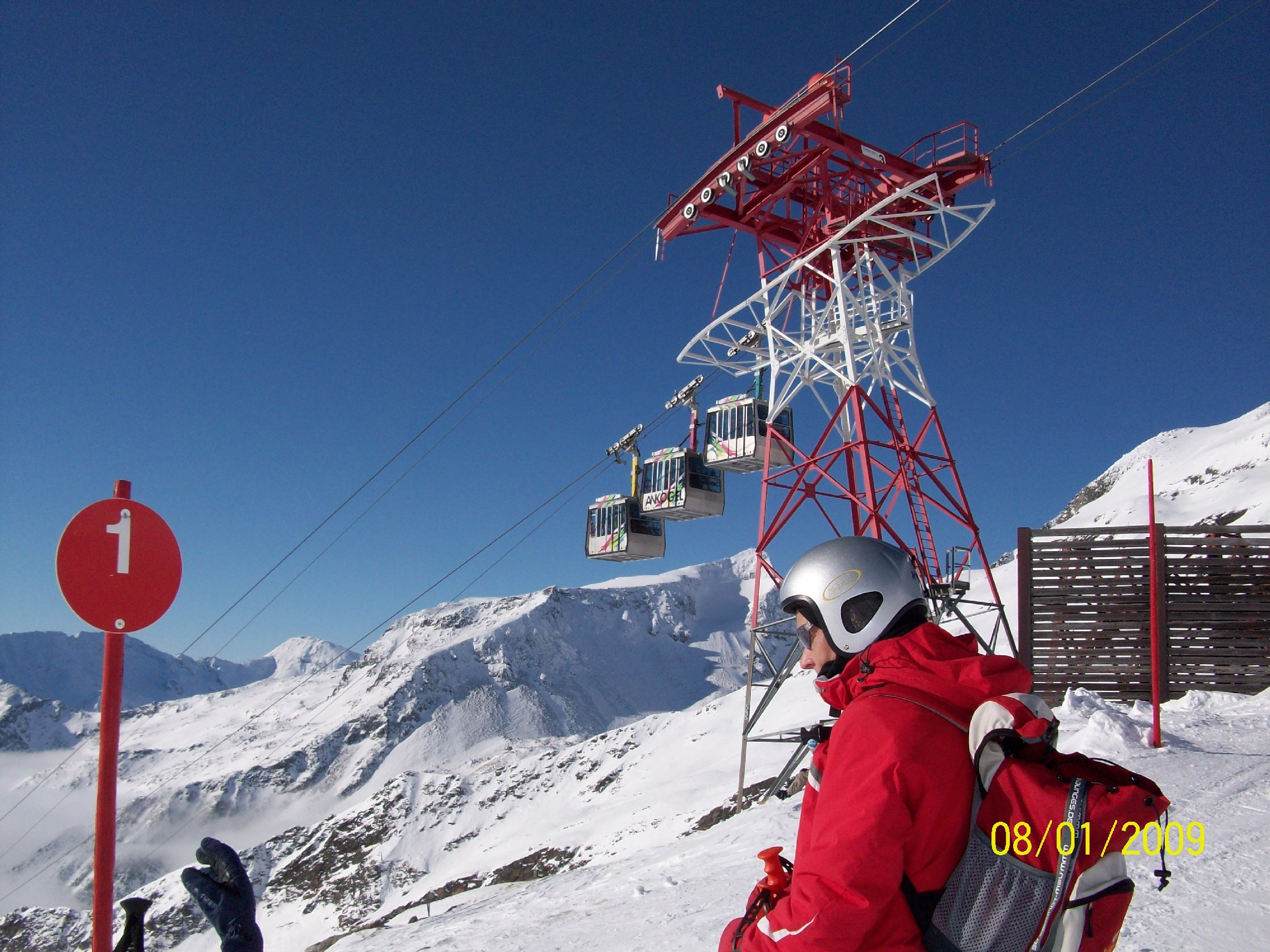
Gruppenpendelbahn Ankogelbahn, Sektion II

### Einseilpendelbahnen
Es gibt auch Einseil-Pendelbahnen, die statt auf Zug- und Tragseil lediglich mittels eines Förderseils verkehren, das die Funktionen von Zug- und Tragseil vereint, beispielsweise die Rosh-Hanikra-Seilbahn.

## Fahrzeuge

### Kabinen
Die Kabinen sind in der Regel geschlossene Metallkonstruktionen unterschiedlicher Größe mit normalerweise rechteckigem Grundriss. Sie haben meist keine oder nur wenige Sitzplätze, aber Stehplätze für häufig über hundert Passagiere. Bei sehr leistungsfähigen Anlagen werden in Einzelfällen doppelstöckige Kabinen eingesetzt, so erstmals die mit 180 Plätzen bei der Doppelstockbahn Samnaun in der Schweiz oder die beim Shinhotaka Ropeway in Japan mit 121 Plätzen. Die derzeit größten Kabinen sind die beiden 200 Personen fassenden zweistöckigen Kabinen des Vanoise Express in Frankreich, die voll beladen je 29 t wiegen, und seit 2016 die 230 Personen fassenden Kabinen der Ha-Long-Queen-Seilbahn in Vietnam.
Eine Sonderform sind runde Kabinen, bei denen sich der Kabinenboden mit den Fahrgästen während der Fahrt um sich selbst dreht, wie die 80 Personen fassenden Kabinen der Titlis-Rotair-Bahn in der Schweiz (bis 2014), die der Table Mountain Aerial Cableway, die Kabinen der Palm Springs Aerial Tramway in Kalifornien mit 80 Plätzen und die Kabinen der Funivia Malcesine – Monte Baldo am Gardasee für 80 Personen. Das Gewicht einer Kabine beträgt z. B. bei der Palm Springs Aerial Tramway leer 10 t und voll beladen über 16 t. Seit November 2014 sind bei der Titlis-Rotair-Bahn neue Kabinen im Einsatz, bei denen sich erstmals das vollständige Kabinengehäuse um die eigene Achse dreht und nicht nur der Kabinenboden.
Die bezüglich zulässige Traglast pro Fahrzeug mit bis 40 Tonnen leistungsfähigste Seilbahn wurde für Materialtransporte des Ausbaus der Kraftwerke Linth-Limmern im Kanton Glarus (Schweiz) gebaut. Die beiden Tragseile sind dabei 90 mm dick.
In der Anfangszeit der Pendelbahnen nach dem Ersten Weltkrieg wurden auch zwölfeckige Kabinen gebaut, etwa von Adolf Bleichert & Co. bei der Predigtstuhlbahn, der Seilbahn zum Montserrat oder der Hafenseilbahn Barcelona. Es gab auch offene Kabinen, wie die Sommerkabine bei der Raxseilbahn, die nur eine Reling hatte und mit einer Zeltplane gegen Regen geschützt werden konnte, oder geschlossene Kabinen mit offenen Plattformen wie bei der Kohlerer Bahn.

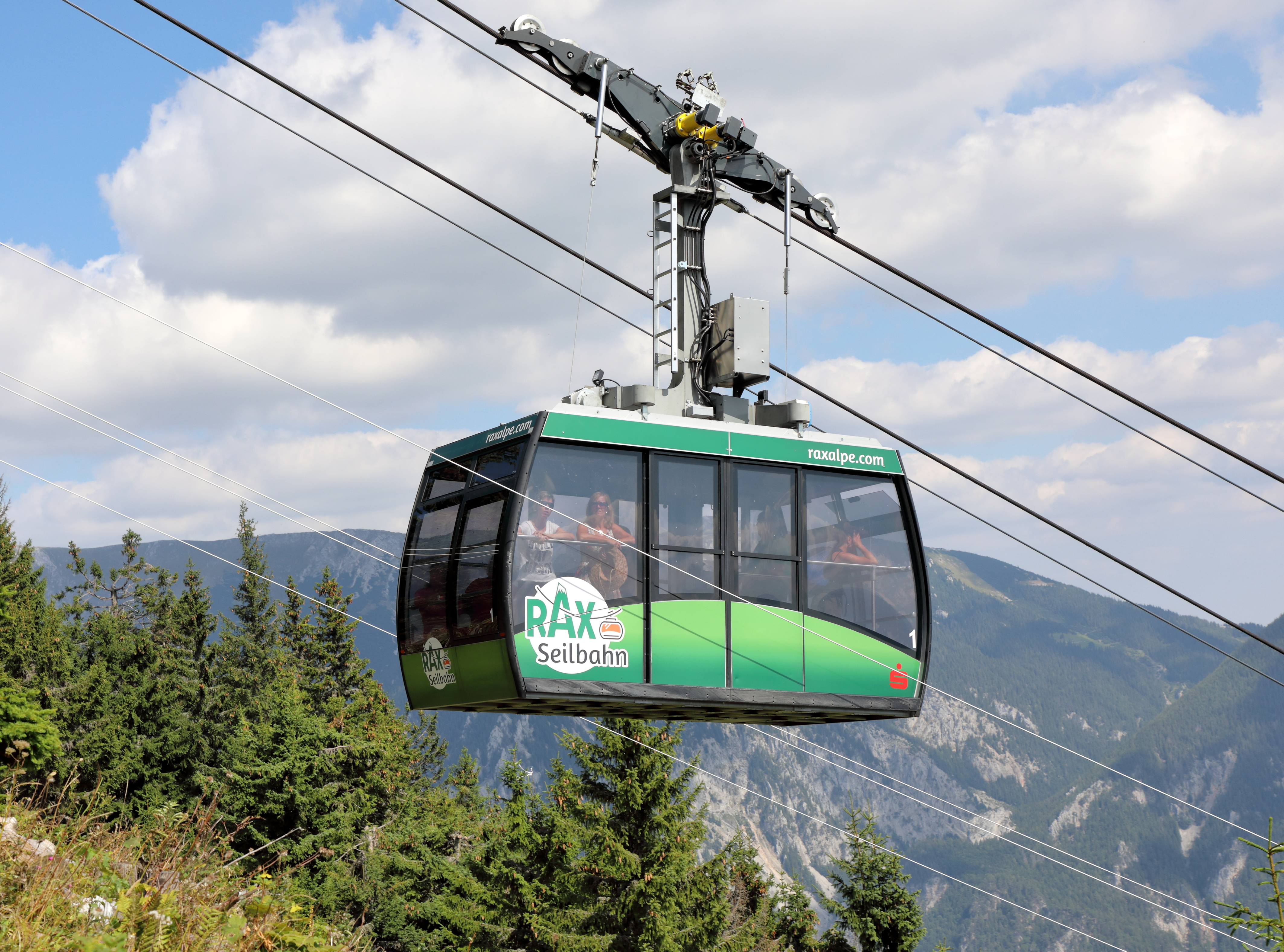
Raxseilbahn, Niederösterreich
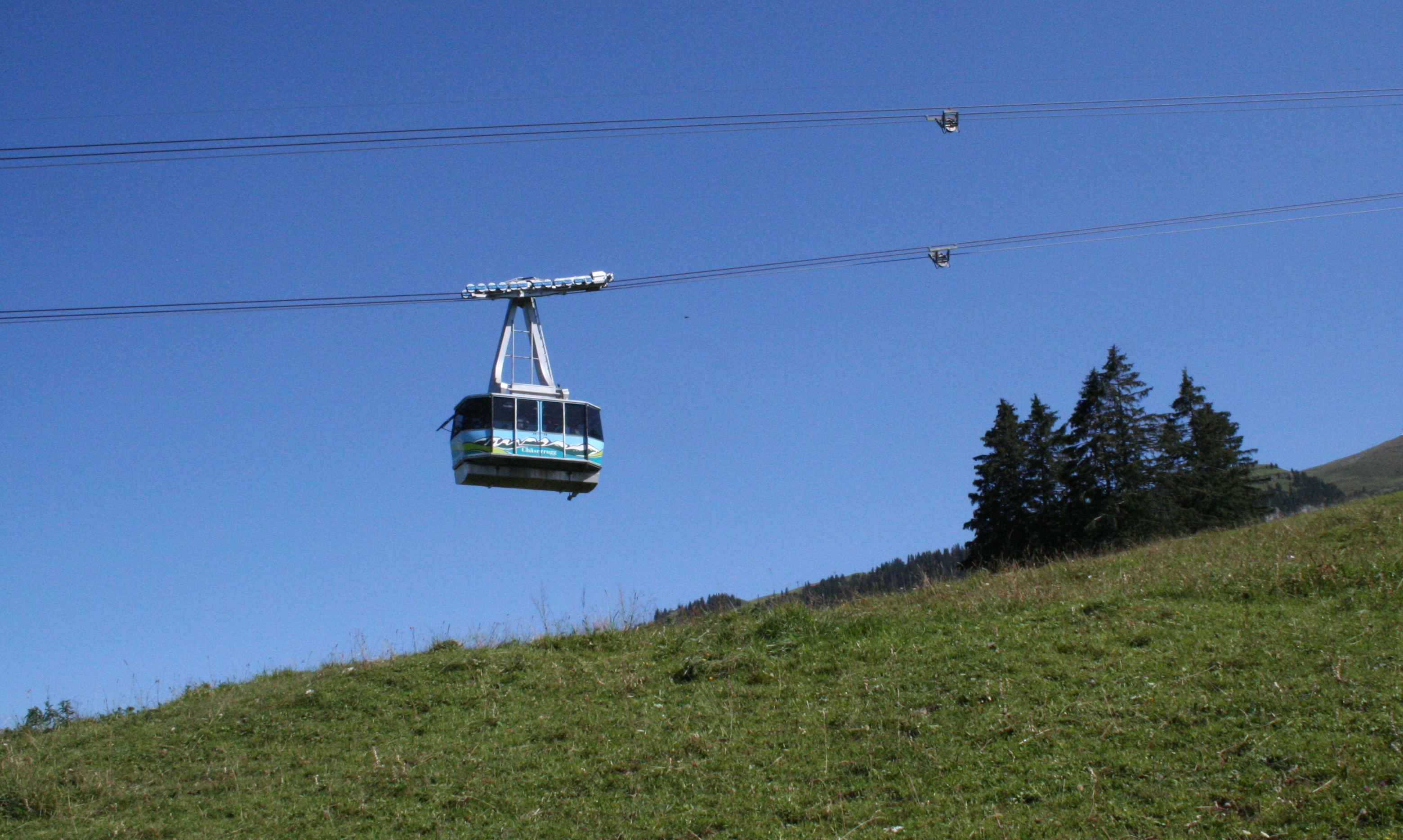
Luftseilbahn Iltios–Chäserrugg, Schweiz
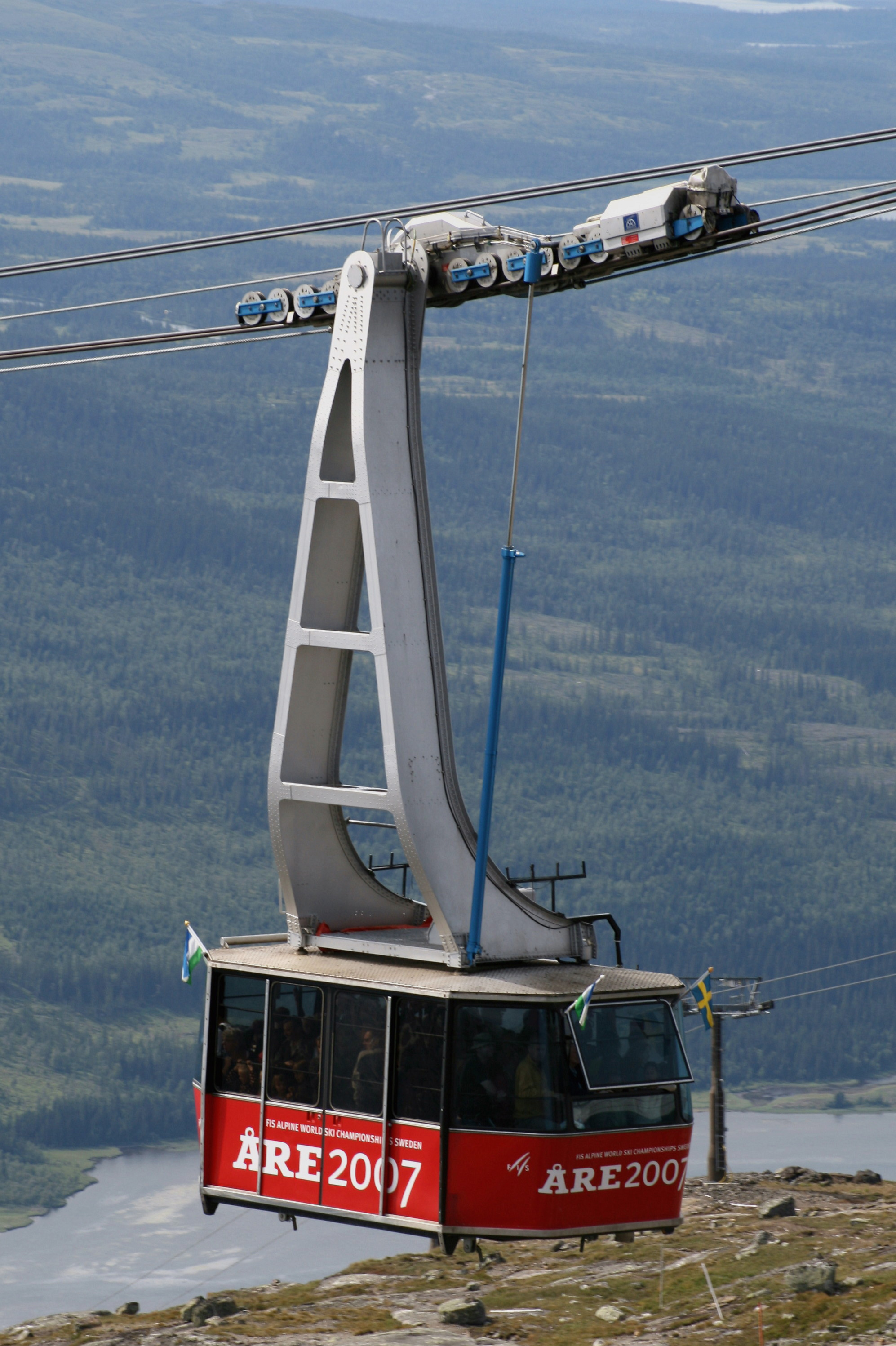
Luftseilbahn in Åre, Schweden
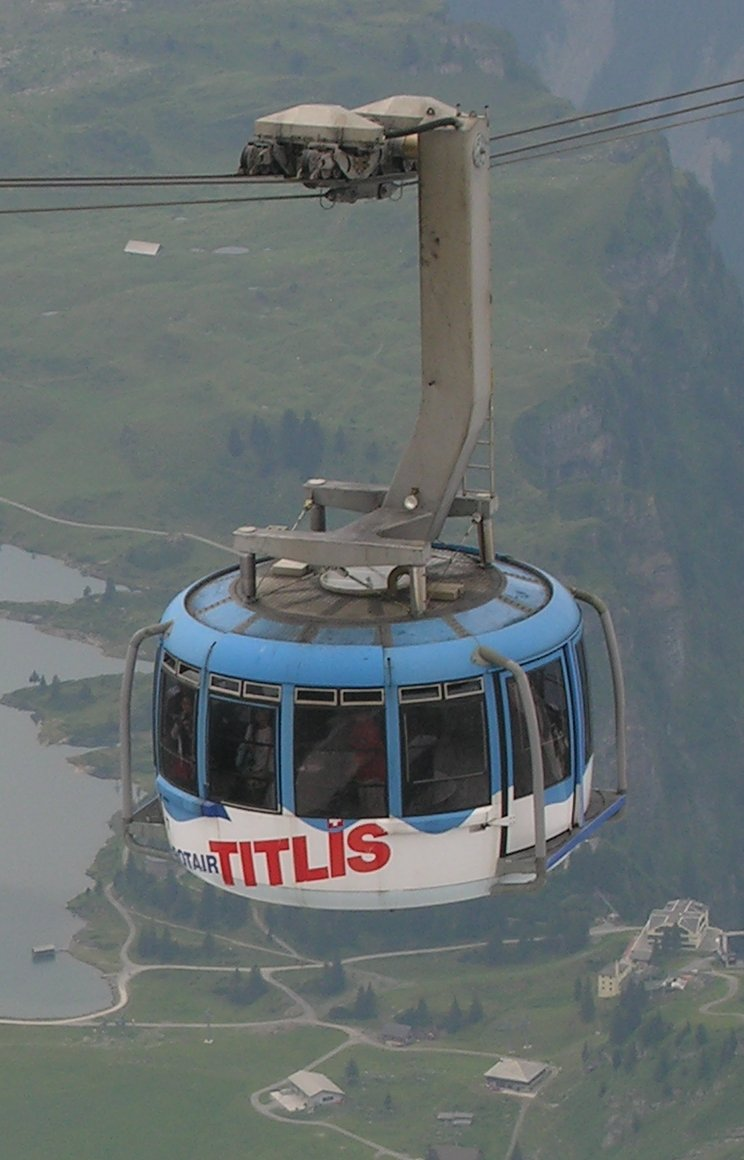
Titlis-Rotair-Bahn, Schweiz
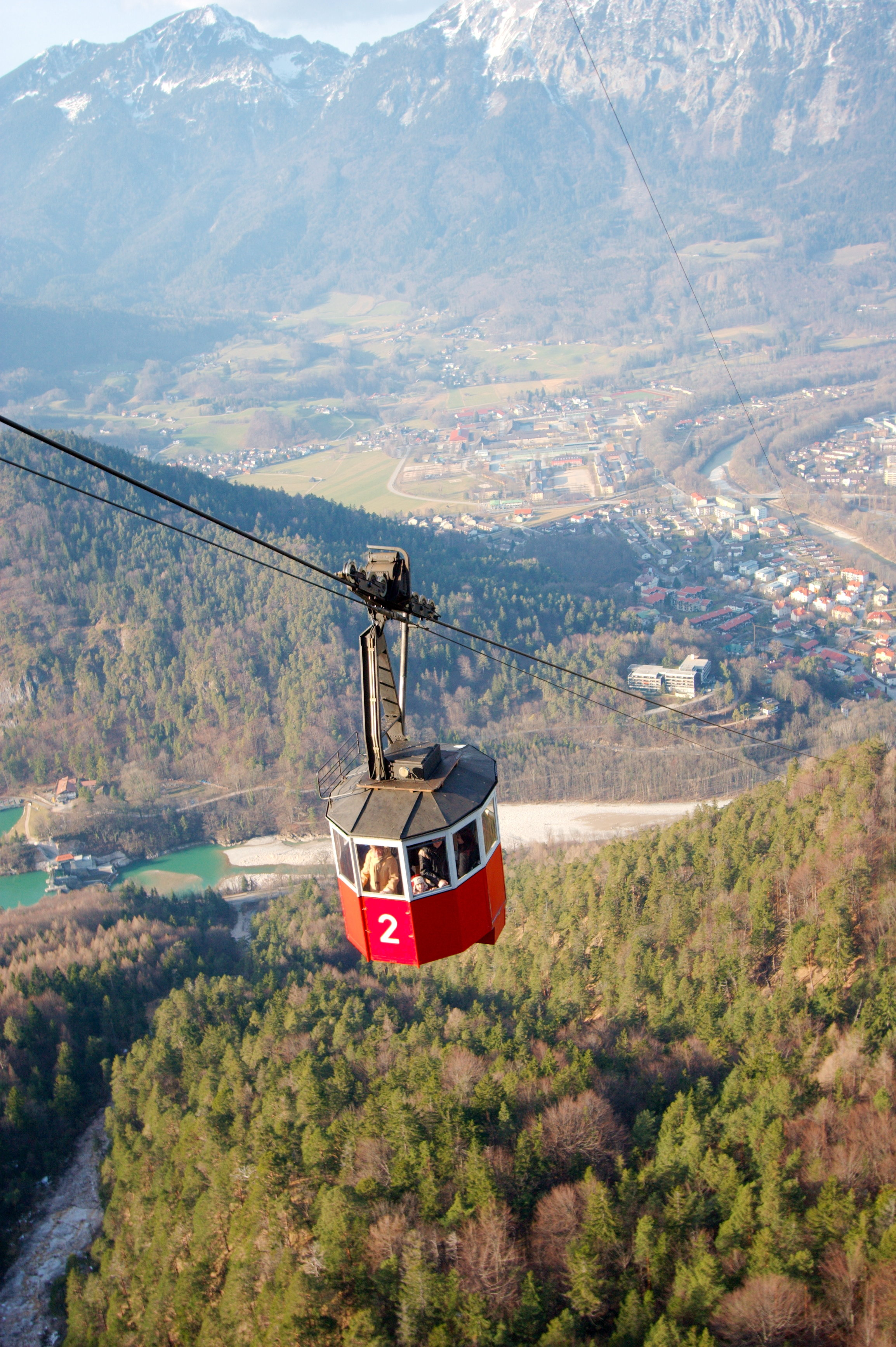
Predigtstuhlbahn, Bayerische Alpen
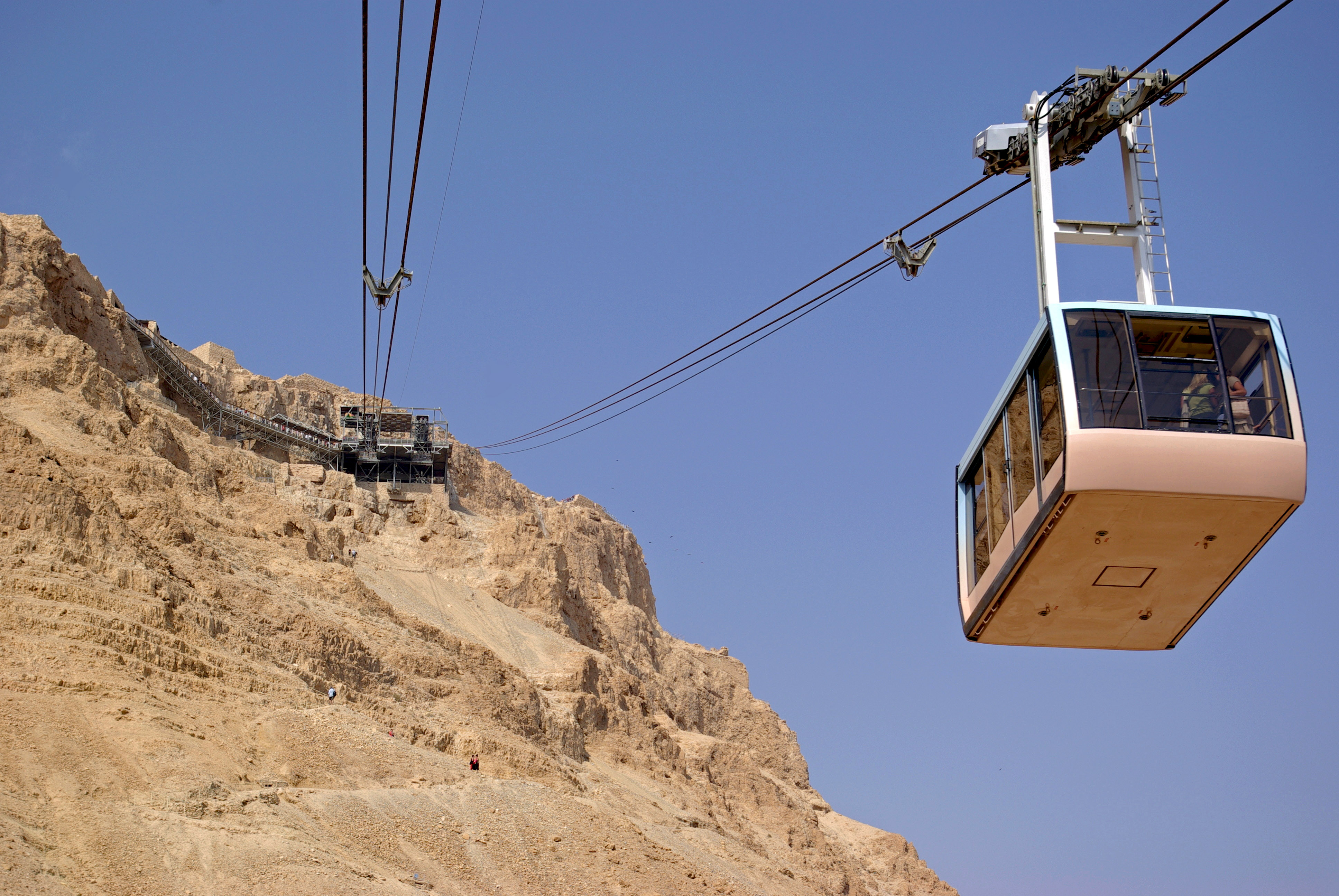
Masadabahn, Israel
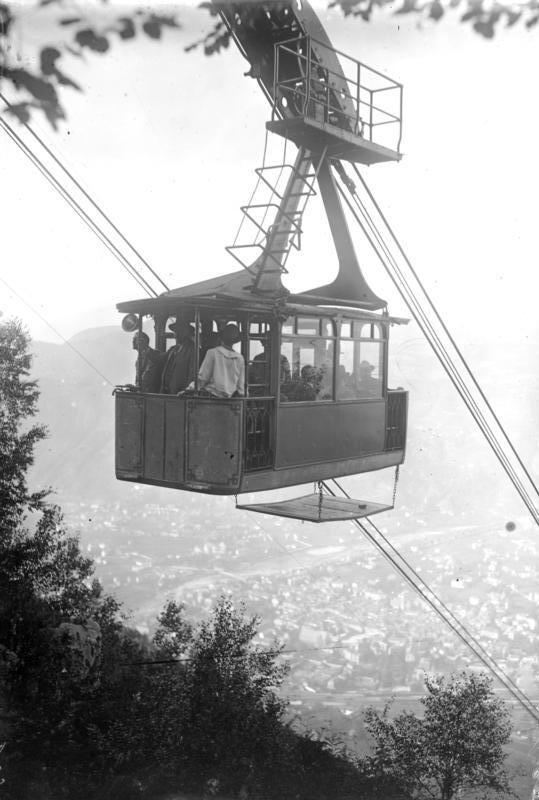
Kohlerer Bahn, Bozen, Juni 1932
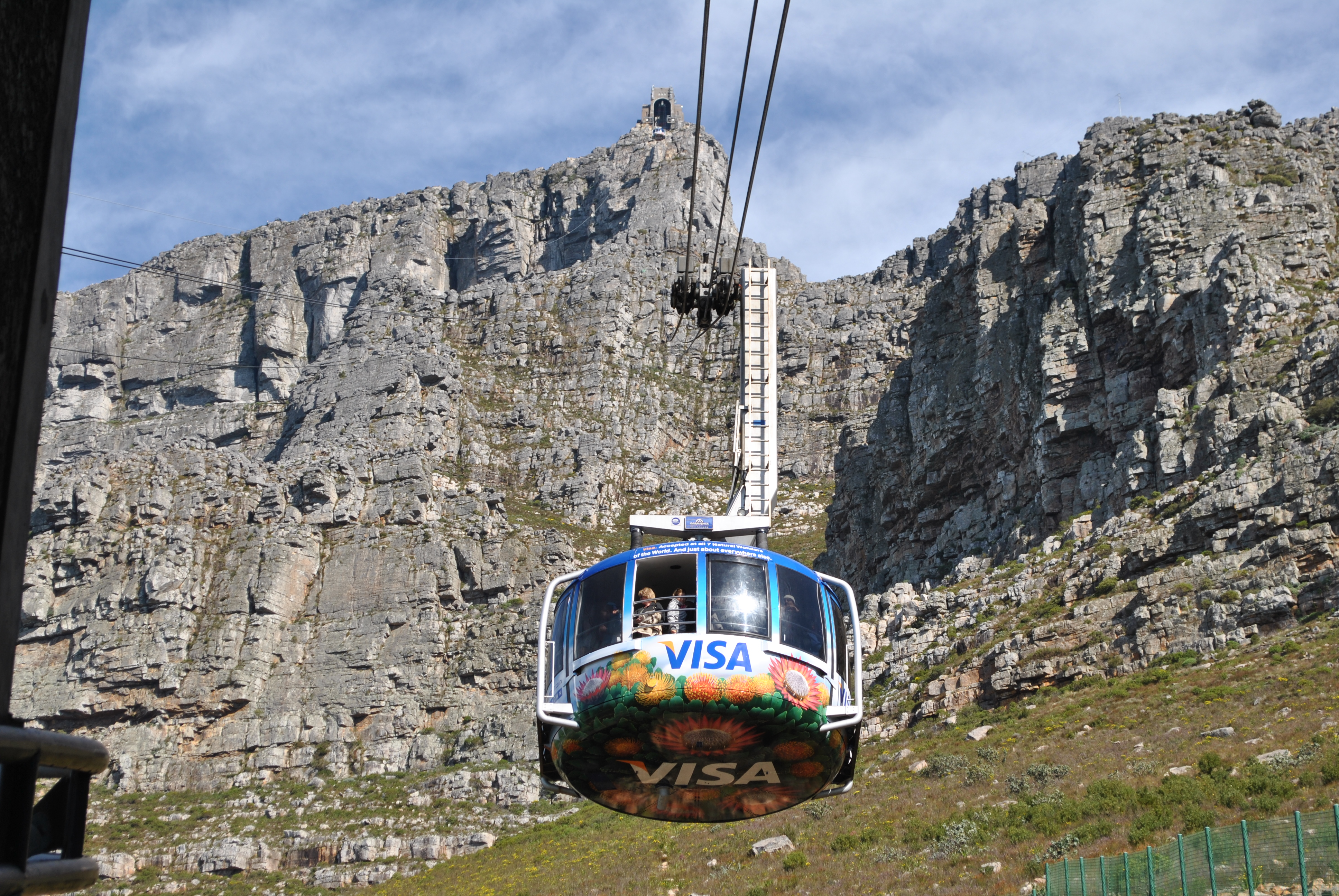
Table Mountain Aerial Cableway Kapstadt, Südafrika
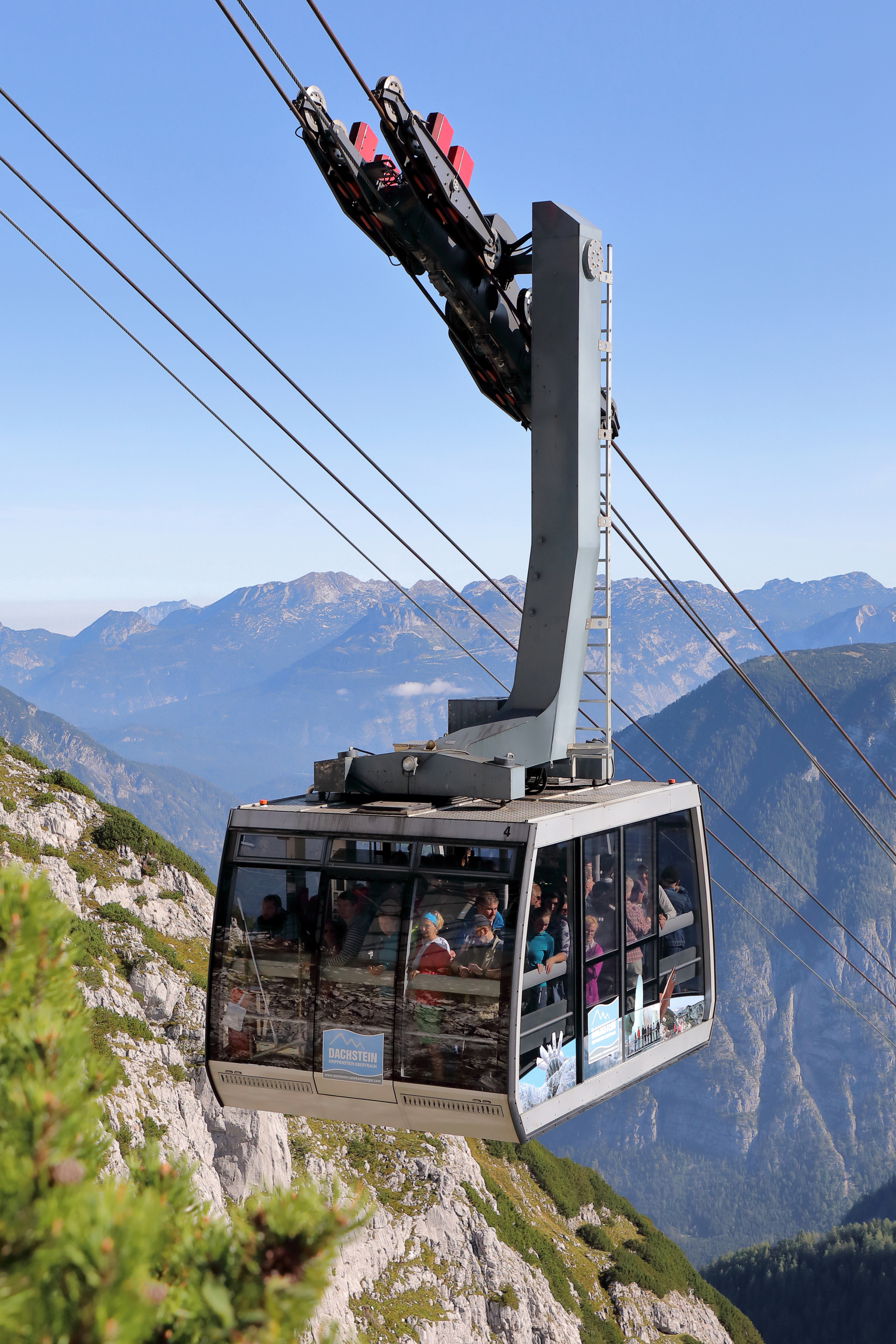
Dachsteinseilbahn mit neuer, 60 Personen fassender Kabine (Bj. 2007)

### Gehänge
Das Gehänge ist die Stahlkonstruktion, die die eigentliche Fahrgastkabine mit dem Laufwerk verbindet. Es ist im Regelfall starr mit der Kabinenoberseite und drehbar gelagert mit dem Laufwerk verbunden, um ein Längspendeln von Kabine und Gehänge zuzulassen und das Befahren wechselnder Steigungen zu ermöglichen. Es muss so hoch sein, dass die Kabine auch an der steilsten Stelle bei möglichem Ausschwingen nicht an die Tragseile schlägt. Außerdem verlaufen Pendelbewegungen bei langen Pendeln langsamer als bei kurzen. Meist wird zwischen dem Laufwerk und der Kabine auch ein Schwingungsdämpfer eingebaut. Bei Bahnen mit Stützen ist eine asymmetrische Ausführung des Gehänges notwendig, damit das Fahrzeug die Lagerungen der Seile auf den Kragarmen der Stützen seitlich mit sicherem Abstand überfahren kann. Bei Pendelbahnen ohne Stützen hat das Gehänge oft eine symmetrische Form wie ein A, wobei die Seile durch die Spitze des A laufen, so dass eine Entgleisung ausgeschlossen ist. Bei der Lagazuoi-Seilbahn besteht das symmetrische Gehänge nicht aus einer festen Konstruktion, sondern tatsächlich nur aus Stahlseilen. Am Gehänge ist regelmäßig eine Leiter angebracht, um dem Seilbahnpersonal den Aufstieg vom Kabinendach zum Laufwerk zu ermöglichen.
Siehe auch Hauptartikel: Gehänge (Seilbahn).

### Laufwerke

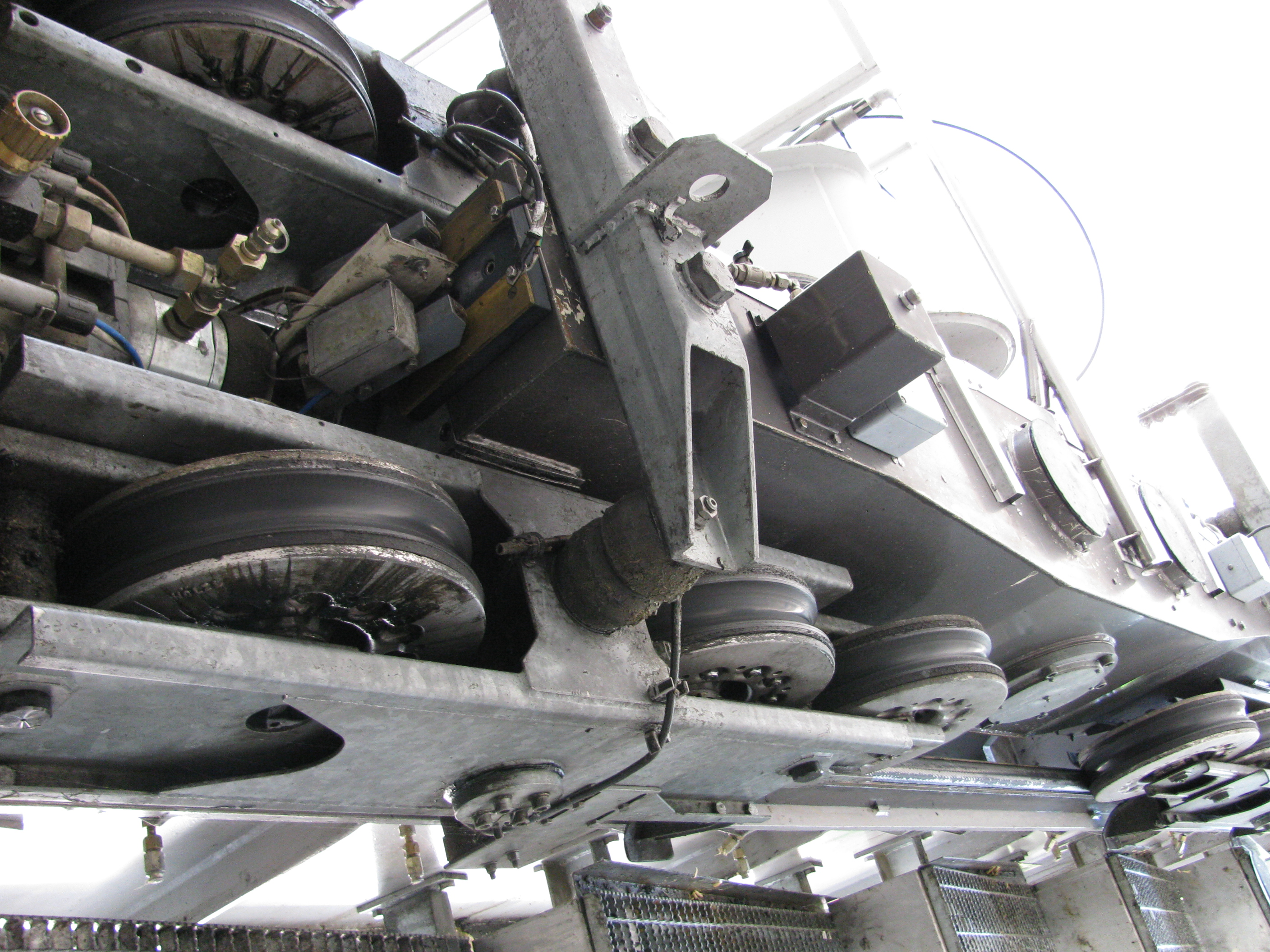
Laufwerk einer Pendelbahn, zwei Tragseile

Mit den Laufwerken fahren die Kabinen auf den Tragseilen. Sie enthalten – je nach Anzahl der Tragseile – ein- oder mehrspurig die Rollenbatterien, mit denen das Gewicht der Kabine auf einen längeren Bereich des oder der Tragseile verteilt wird. Die Laufwerke kleiner, leichter Pendelbahnen haben nur zwei Rollen, bei großen Kabinen können die Laufwerke mehrere Meter lang sein und Rollenbatterien mit 24 und mehr Rollen enthalten. Die Rollen haben auswechselbare Einlagen aus elastischem Material, die für eine weichere und leisere Fahrt sorgen und sowohl Rollen als auch Tragseile vor Verschleiß bewahren. An den Laufwerken befinden sich die Befestigungen der Zugseile, die Fangbremsen und vor allem die drehbar aus einem großen Bolzen bestehende Lagerung des Gehängearmes.

## Seile

### Tragseile
Jedes Fahrzeug fährt auf einem oder mehreren Tragseilen, die die Funktion haben, das Fahrzeug zu tragen und zu führen sowie im Fall eines Zugseilrisses als Angriffspunkt für die Fangbremse/Tragseilbremse zu dienen. Tragseile sind in Abhängigkeit von ihrer Länge, dem Gewicht der Kabinen und anderer Faktoren bis zu 90 mm stark. Bei größeren und schwereren Fahrzeugen oder zu transportierenden Lasten werden mehrere Tragseile (im Abstand von ca. 80 cm oder mehr) eingesetzt. Das reduziert die Last pro Seil und das zu tragende Eigengewicht der Seile. Ein Fahren auf mehreren Seilen dämpft seitliches Pendeln der Kabinen, das bei Seitenwind auftritt. Tragseile sind meist vollverschlossene Seile mit einer angenähert glatten Oberfläche, um eine möglichst ruhige Fahrt zu erreichen. Seit einigen Jahren können sie sogar Elektro- oder Lichtwellenleiter enthalten, über die die Kommunikation zwischen der Tal- und der Bergstation läuft. Zwischen Doppeltragseilen sind in größeren Abständen V-förmige Seilreiter befestigt, die den Abstand der Tragseile sicherstellen und mit einer kleinen Rolle gleichzeitig als Unterstützung und Führung des Zugseiles dienen.
Bei den stützenlosen Bahnen mit nur einem Spannfeld können die Tragseile häufig sowohl an der Bergstation als auch an der Talstation fest verankert werden, da temperatur- und lastbedingte Längenänderungen der Seile nur dazu führen, dass sie etwas mehr oder weniger durchhängen. Führen die Seile jedoch über Seilbahnstützen, werden die Tragseile nur an einer Station, meist an der Bergstation fest verankert. An der Gegenstation werden die Tragseile dann über Umlenkrollen an sehr großen, viele Tonnen wiegenden Gewichten aus Beton befestigt, die frei in Schächten hängen, die so tief sein müssen, dass die Gewichte jede Längenänderung der Seile ausgleichen können. Diese Spanngewichte sorgen für eine gleichbleibende Grundspannung der Seile, um bei der wandernden Belastung der Seilstrecken durch die Fahrzeuge und auch der Überfahrt selbiger über die Stützen gleichbleibende Spannungsverhältnisse zu erreichen.
Auf den Seilbahnstützen liegen die Tragseile nicht auf Rollen, sondern in langen metallenen Seilführungsrillen auf dem Stützenschuh auf, die ermöglichen, dass die Seile zum Ausgleich der Wanderlasten der Kabinen hin- und herwandern können; gleichzeitig wird eine übermäßige Biegung des Seils an der Stütze beim Überfahren vermieden. Die Schuhe insgesamt sind in der Längsrichtung als Klothoide geformt, um eine möglichst sanfte Überfahrt der Kabinen zu gewährleisten.

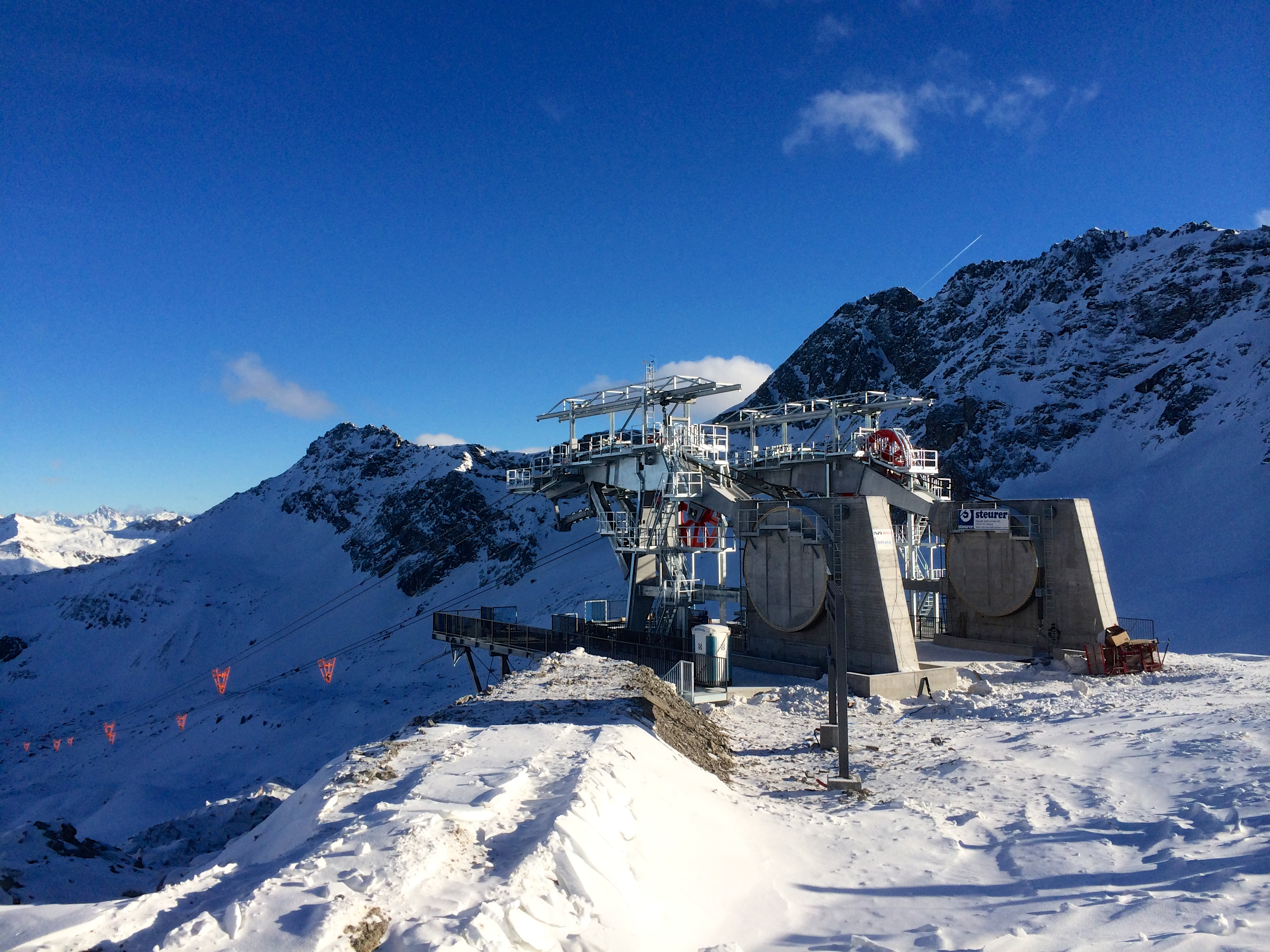
Tragseilverankung an Seilpollern, den großen, senkrechten Betonrundungen im rückwärtigen Stationsteil

Tragseile werden regelmäßig mit einer viele Meter langen Reserve eingebaut, da sie nach einigen Jahren in Längsrichtung verschoben werden, um zu vermeiden, dass immer dieselben Stellen auf den Schuhen der Stützen aufliegen und dort abgenutzt werden. Die Befestigung der Tragseile in den Stationen erfolgt in der Regel über Muffenverbindungen (Vergußkegel, Klemmenhülse) oder Plattenklemmen in der Spannstation, in der der Spannstation gegenüber liegenden Station (meist der Bergstation) wird oft die Trommelverankerung gewählt, wobei das Seil mindestens dreimal um einen massiven, in das Stationsgebäude einbetonierten Poller mit mehreren Metern Durchmesser geschlungen wird. Die Restspannung des freien Endes wird von einer Halteklemme erzeugt. Der Verankerungspoller wird oft mit einer Seilhaspel kombiniert, auf der die o. g. Seilreserve ungespannt gelagert wird. Diese Verankerungsweise lässt das kontrollierte Ablassen von Seil während des turnusmäßig vorgeschriebenen Tragseilversetzens zu.

### Zugseile
Die Fahrzeuge sind über ein an den Laufwerken verankertes Zugseil miteinander verbunden, das in den Stationen über große Umlenkscheiben geführt wird. Meist ist der Antriebsmotor in der Bergstation untergebracht, so dass diese Umlenkscheibe gleichzeitig die Antriebsseilscheibe darstellt. Das Zugseil ist erkennbar dünner als das Tragseil und unterscheidet sich optisch durch seine meist deutlich sichtbaren Litzen. Es ist am Laufwerk möglichst dicht unter dem Tragseil angekoppelt, um zu vermeiden, dass die Zugkräfte das Gehänge auslenken oder die Laufrollen des Laufwerkes bei starken Bremsungen vom Tragseil abgehoben werden. Die Laufwerke sind talseitig meist über ein Gegenseil, Unterseil oder Ballastseil miteinander verbunden. Ist der Antrieb in der Bergstation angeordnet, dient es dazu, die wandernde Seillast der oberen Zugseilschleife auszugleichen und der gesamten Zugseilschleife eine Mindestvorspannung zu vermitteln. Das Gegenseil ist oft etwas dünner als das eigentliche Zugseil. Ist dagegen der Antrieb in der Talstation untergebracht, hat es die unmittelbare Funktion eines Zugseils, da der Zug über das bergseitige Zugseil und über die Umlenkscheibe in der Bergstation auf die aufwärtsfahrende Kabine wirkt. Die Zugseil-Umlenkscheiben werden meist in der der Antriebsstation gegenüber liegenden Station (meist der Talstation) über Spanngewichte entgegen der Trassenlinie belastet, so wird für eine gleichmäßige Spannung von Zug- und Gegenseil gesorgt. Gelegentlich werden statt der Spanngewichte auch hydraulische Seilspanner eingesetzt. Analog zu Treibriemen wird das leere Zugseil ziehendes Trum oder rücklaufendes Trum bezeichnet.
Bei älteren Pendelbahnen verlangten die Sicherheitsvorschriften einiger Länder, dass alle wesentlichen Komponenten doppelt vorhanden sein müssen. Deshalb sieht man (vor allem in Japan) noch Pendelbahnen mit zwei Tragseilen und zwei Zugseilen.
Um das Risiko weitgehend auszuschließen, dass das Zugseil an den schwer zu überprüfenden Muffenverbindungen (Vergusskegel), mit denen es an den Laufwerken befestigt ist, versagen kann, verwendet man seit einigen Jahren bei manchen Bahnen eine durchgehende, endlos gespleißte Zugseilschleife. Die Fahrzeuge werden dann mit zwei gegenüberliegenden Metallplatten mit versetztem wellenförmigem Profil an ihren jeweiligen Positionen am endlosen Zugseil festgeklemmt. Diese in Frankreich erstmals eingeführten Klemmen werden chapeau de gendarme („Gendarmenhut“) genannt. In Frankreich wird bei solchen Konstruktionen auf eine Fangbremse verzichtet. Bei einer Weiterentwicklung ist die Klemme als lösbare Kupplung ausgebildet. Bei lösbaren Klemmverbindungen ist es möglich, die Kabinen in den Stationen festzulegen und vom Zugseil zu lösen und die nun leer umlaufende Zugseilschleife auf ganzer Länge und lückenlos zu inspizieren und zum Beispiel einer magnetinduktiven Prüfung zu unterziehen, was bei an den Muffenverbindungen geteilten Seilen nur sehr eingeschränkt möglich ist.

## Antrieb und Bremsen

### Antriebe
Wie alle modernen Luftseilbahnen werden Pendelbahnen im Normalbetrieb durch einen Elektromotor (Hauptantrieb) angetrieben, der häufig in der Bergstation, gelegentlich aber auch in der Talstation untergebracht ist und über ein Getriebe auf eine oder mehrere Seilscheiben wirkt. Aus Sicherheitsgründen gibt es daneben einen Hilfsantrieb, dies ist meist ein Notstromgenerator für den Hauptantriebs-Elektromotor oder ein an das Getriebe ankuppelbarer Dieselmotor, der die Seilbahn bei Netzausfall ebenfalls bewegen kann. Als dritte Rückfallebene ist ein Notantrieb vorgeschrieben, der unmittelbar auf die Antriebsseilscheiben wirkt (z. B. ein Ölhydraulikmotor mit einem netzunabhängigen Dieselmotor als Pumpenantrieb) und ein Zurückfahren der Gondeln in die Stationen auch bei Defekten oder Brüchen des Hauptantriebes oder des Getriebes erlaubt.

### Steuerung

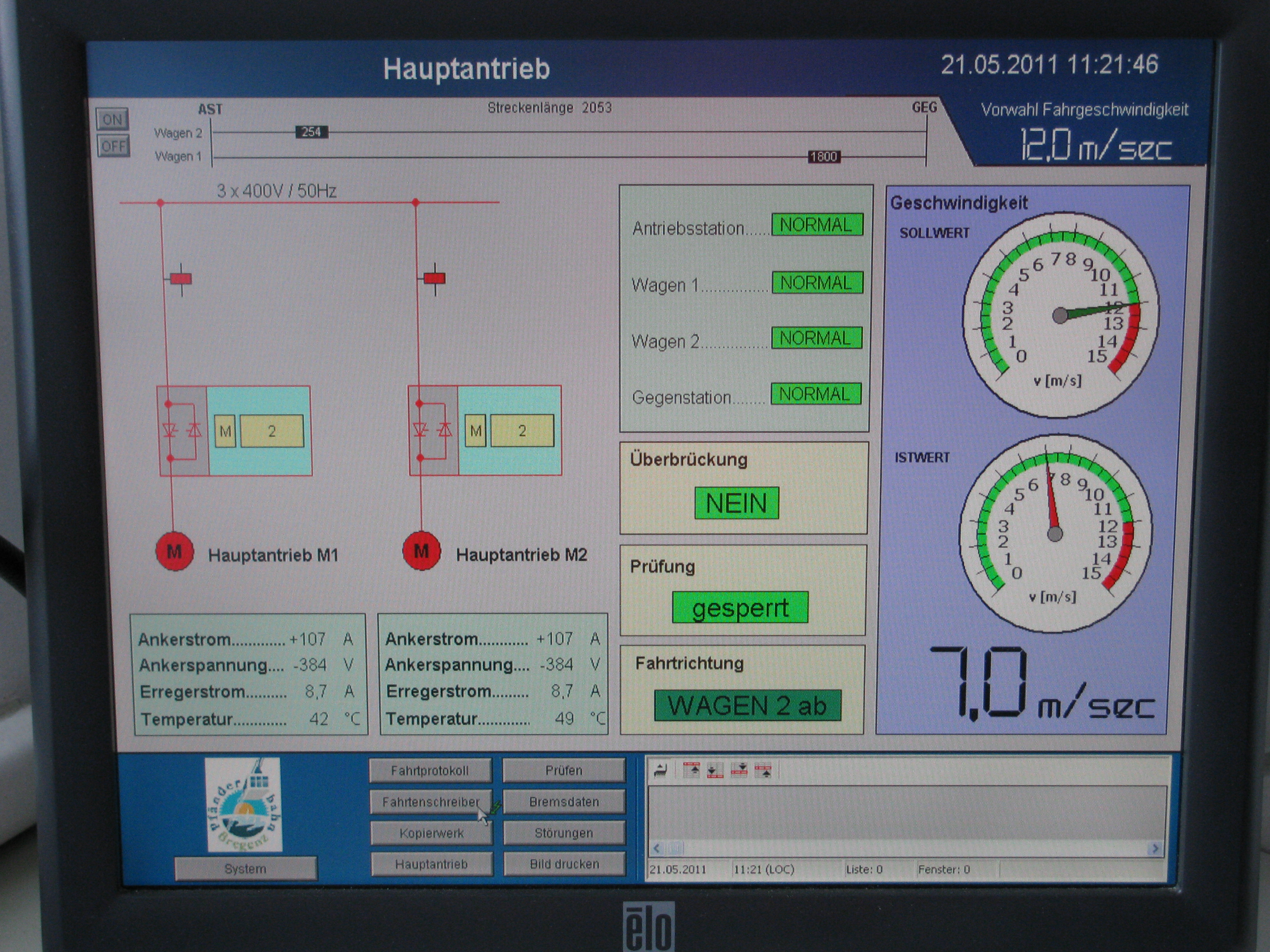
Display der Bahnsteuerung der Pfänderbahn

Zur Steuerung des Fahrbetriebes ist im Steuerstand immer eine Information über die momentane Position der Fahrzeuge auf der Strecke erforderlich. Diese Informationen stellen (meist doppelt vorhandene und sich gegenseitig überwachende) elektronische oder mechanische Kopierwerke bereit. Diese erhalten ihre Wegstreckeninformation von einer an einer Umlenk- oder Ablenkscheibe des Zug- oder Förderseiles befestigten Messeinrichtung (Wegmessung). Diese Wegmessung und deren Summierung ermöglicht die genaue Standortbestimmung der Fahrzeuge auf der Strecke. In den Stationen werden die Wegstreckeninformationen der Kopierwerke geprüft und jeweils wieder auf Null zurückgesetzt. Anhand der von den Kopierwerken ermittelten Streckenpunkte führt die Steuerung das Fahrprogramm durch. Die Geschwindigkeitsreduzierung vor den Stationen und bei den Stützenüberfahrten sowie das Anhalten in den Stationen und bei zu hohen Windgeschwindigkeiten werden von der Anlage im Normalbetrieb automatisch geregelt. Die Steuerung erfolgt heute meist teil- oder vollautomatisch in Form einer SPS, während früher Handsteuerungen durch einen Maschinisten sowie teilautomatische Analogsteuerungen zum Einsatz kamen. Zur Ermittlung der Position der Fahrzeuge sind auch eingeflochtene Markierungspunkte am Tragseil üblich, die durch magnetinduktive Seilprüfung oder andere Verfahren erkannt werden.

### Bremsen
Die Pendelbahn hat mehrere Bremsen, im Regelfall die Betriebsbremse, die am Antrieb angeordnet ist, und die Sicherheitsbremse, die unmittelbar an der das Zugseil antreibenden Seilscheibe angreifen muss, um bei eventuellen Getriebe- oder Wellenbrüchen die Seilbahn sicher zum Stillstand bringen zu können. Für den Fall, dass das Zugseil brechen oder eine Seilkupplung am Laufwerk versagen sollte, sind im Laufwerk Fangbremsen (Tragseilbremsen) untergebracht, die mittels zwischen den Laufrollen angebrachten Bremszangen auf die Tragseile wirken und die Kabine sofort anhalten, um ein unkontrolliertes talwärts-rasen oder Abstürzen der Gondel zu verhindern. Diese Fangbremsen werden durch die Schlaffseilerkennung oder durch den Kabinenbegleiter ausgelöst. Das Lüften (= wieder Öffnen) einer solchen Bremse kann in der Regel nur direkt am Laufwerk mit in der Gondel mitgeführten Werkzeugen erfolgen. Das Überbrücken der Tragseilbremsen gilt als Ursache des Seilbahnunfalls am Monte Mottarone (2021).
In besonderen Fällen kann auf diese Fangbremsen verzichtet werden, sofern anhand einer Risikoanalyse nachgewiesen wird, dass ein Versagen des Zugseiles ausgeschlossen ist. Dazu müssen einige technische Voraussetzungen erfüllt sein, wie Verhinderung von Zugseilüberschlägen beim Bremsen, Blitzschlagzähler für das Zugseil, Klemmverbindung (ohne Seilmuffe) für eine endlos gespleißte Zug-/Gegenseilschleife, regelmäßiger Versatz des Laufwerks am Zugseil, durchgängig mit magnetinduktiver Prüfung überprüfbare Zug- und Gegenseilschleifen u. a.

## Geschwindigkeit und Förderleistung
Moderne Pendelbahnen haben zwar große Kabinen, die mit Geschwindigkeiten von bis zu 12,5 m/s (45 km/h) fahren (an den Seilbahnstützen deutlich weniger), dennoch ist ihre Förderleistung beschränkt, da in einer Richtung immer nur eine Kabine unterwegs ist. Typischerweise haben Pendelbahnen Förderleistungen zwischen 500 und 2000 Personen pro Stunde und Richtung. Naturgemäß sinkt die Förderleistung, je länger die einzelne Sektion ist.

## Trassierung und Spannfelder
Mit Pendelbahnen, insbesondere mit Zweiseil-Pendelbahnen, kann ausgesetztes, schwieriges Gelände im hochalpinen Bereich mit großen Seilfeldlängen überfahren werden. Da bei Zweiseil-Pendelbahnen, sofern eine Bergungsbahn vorhanden ist, der zulässige Bodenabstand nicht begrenzt ist, erlaubt dieses System die Überbrückung von Taleinschnitten, Schluchten und steilen Felswänden. In seltenen Fällen ist es möglich, die Seile von der Talstation bis zur Bergstation frei schwebend in einem Spannfeld zu führen. Ein Beispiel ist die obere Sektion der Bahn auf die Aiguille du Midi von 2317 m auf 3777 m, die einen Höhenunterschied von 1460 m ohne jegliche Stütze mit einer Seilfeldlänge von ca. 3100 m überwindet. Andere Beispiele sind die Zugspitz-Gletscherbahn, die Bahn auf das Pordoijoch, die Lagazuoi-Seilbahn, die neue Masadabahn, die Mount Roberts Tramway und wiederum der Vanoise Express.
Meist müssen die Seile jedoch über Seilbahnstützen geführt werden, um einen ausreichenden Abstand zwischen den durchhängenden Seilen und dem Untergrund sicherzustellen.
Die Trassierung muss in der Draufsicht grundsätzlich geradlinig erfolgen, da nur geringfügige Winkelabweichungen an den Stützen zulässig sind.

## Inspektion und Wartung
Inspektion und Wartung hängen von den Vorschriften der Hersteller und der einzelnen Länder ab, ähneln sich aber in folgenden Abläufen: Der tägliche Betrieb beginnt mit der Überprüfung der Fernmeldeeinrichtung, einer Sichtprüfung der Antriebsteile und der Freilage der Spanngewichte sowie einer Probefahrt, bei der der Maschinist die technischen Werte kontrolliert, während ein Mitarbeiter, auf dem Revisionssitz des Laufwerks sitzend, das Seil, die Seilreiter und die Seilbahnstützen auf augenfällige Unregelmäßigkeiten kontrolliert. Die Seile werden in meist monatlichen Abständen genauer kontrolliert. Vor jeder Saison werden alle Bauteile wie Kabinen, Gehänge, Laufwerke und Stützen überprüft, die Rollengummis gewechselt und die Seile gefettet. In größeren Abständen werden Bremsproben mit vollbeladenen Kabinen durchgeführt. In Abständen von mehreren Jahren werden die Tragseile verschoben, um die Abnutzung der immer selben Stellen auf den Seilbahnstützen zu vermeiden.

## Räumung und Bergung
Bei einer Betriebsstörung können die Kabinen oft mit dem Hilfsantrieb oder Notantrieb langsam in die Stationen gefahren werden (Räumung der Anlage). Sind die Kabinen auf der Strecke blockiert, können sie auf unterschiedliche Weise evakuiert werden (Bergung). Ist der Abstand zum Grund nicht zu groß und dort ein wegsames Gelände vorhanden, können die Passagiere von der Kabine aus abgeseilt werden. Andernfalls gibt es die Möglichkeit, sie mit dem Hubschrauber aus der Kabine zu bergen. Bei großen Abständen zum Grund ist regelmäßig eine Bergungsbahn vorgesehen, die an ihrem eigenen Seil neben die Kabine fährt, so dass die Passagiere nach und nach in die kleine Bergungsgondel umsteigen und zu Tal fahren können. Entsprechende Bergungsübungen gehören zum regelmäßigen Trainingsprogramm des Seilbahnpersonals und der örtlichen Feuerwehr oder Bergwacht.

## Kleinseilbahnen

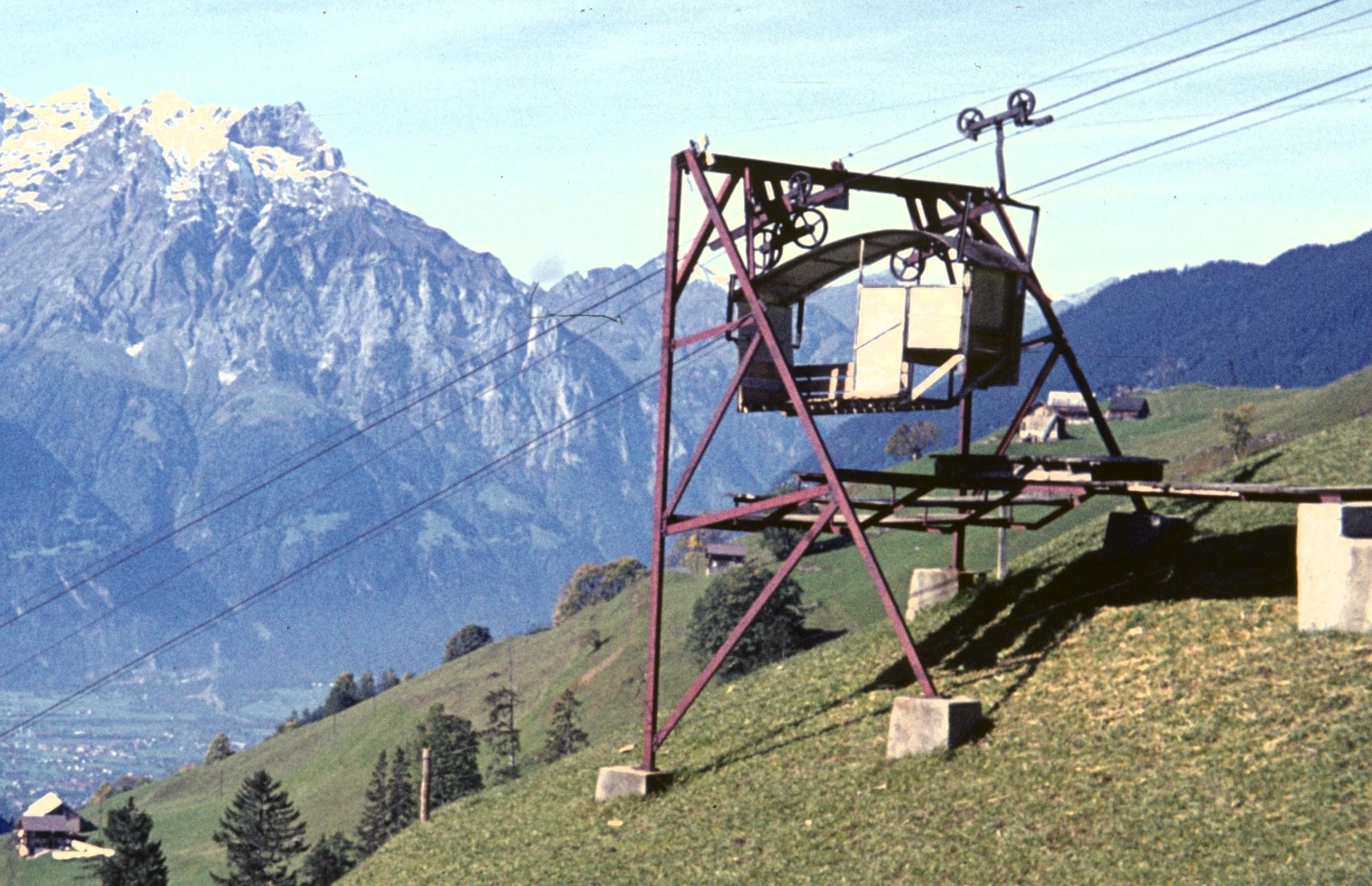
Kleinseilbahn Spiringen–Chipfen–Tristel im Kanton Uri mit Niederberger-Schiffli am Ein-Ausstiegsmast Fadental

Kleinseilbahnen bilden insbesondere in der Schweiz eine eigene Kategorie mit besonderen Vorschriften. Sie werden meist von lokalen Genossenschaften oder Privatpersonen betrieben, um den Transport von landwirtschaftlichen Gütern, maximal acht Personen oder Gepäck zu einem höher gelegenen Gasthaus, Bauernhof oder einer Berghütte zu erleichtern. Im Gegensatz zu den großen Seilbahnen unterstehen sie der Aufsicht der kantonalen Behörden. Technisch handelt es sich durchwegs um Pendelbahnen, oft in einspuriger Ausführung. Die unterschiedlich gestalteten Fahrbetriebsmittel entsprechen weitgehend den örtlichen Bedürfnissen. Häufig handelt es sich um einen offenen Kasten mit Holzbänken für zwei oder drei Personen mit genügend Platz für Gepäck oder andere Güter. Nicht selten befindet sich auf einer Fahrspur eine Kabine für Personen und auf der anderen eine offene Plattform, in der Schweiz Lastbarelle oder Barelle genannt, für den Transport von Gütern oder, mit Seitenwänden versehen, auch für den Transport von Tieren und Personen.
In der Schweiz wurden mehrere Pendelbahnen vom Hersteller Niederberger gebaut, bei denen die Fahrbetriebsmittel mit einer Doppelaufhängung mit Zwei-Rollen-Laufwerken ausgerüstet sind. Durch die kurze Doppelaufhängung wird eine hohe Windstabilität erreicht. Es werden sowohl geschlossene Kabinen als auch Barellen mit Blechdach zum Schutz vor Berührung mit dem Tragseil eingesetzt. Die längliche Form der Fahrbetriebsmittel, die an ein kleines Schiff erinnert, hat ihnen den Namen Niederberger-Schiffli eingebracht.
Die besonders windexponierte Luftseilbahn Twärruti–Buggialp in Sisikon, Kanton Uri, verwendet eine Barelle, die auf zwei Tragseilen fährt, um die Stabilität zu erhöhen. Zusätzlich reduzieren Gitterwände an der Barelle den Winddruck auf das Fahrbetriebsmittel.
Mit der zunehmenden Erschließung auch entlegener Orte durch Straßen und strengeren Sicherheitsvorschriften verschwinden jedoch immer mehr Kleinseilbahnen. Die Konzession wird oft nicht mehr verlängert, weil die finanziellen Mittel für die technische Sanierung der Anlage von den Eigentümern nicht aufgebracht werden können. In der Schweiz waren 2015 rund 200 Kleinseilbahnen in Betrieb, von denen etwa die Hälfte von der Stilllegung bedroht war. Der Rückbau von Kleinseilbahnen wird von der Rettungsflugwacht und der Armee kostenlos übernommen, da die oft schlecht sichtbaren Seile eine potentielle Gefahr für Helikopterflüge darstellen.

## Frühe Bahnen und Sonderformen
An der Südküste Englands wurde eine Pendelbahn für den Bau des Leuchtturms am Beachy Head verwendet, der 1902 in Betrieb genommen wurde. Früh wurden Pendelbahnen über Ausstellungen und Vergnügungsparks angelegt wie zum Beispiel die Bahn über den Shinsekei Luna Park in Osaka, der von 1912 bis 1923 in Betrieb war. Der 1916 eröffnete Whirlpool Aero Car von Leonardo Torres Quevedo sechs Tragseile und ein nur von Torres Quevedo verwendetes Gehänge. Die moderne, weitgehend horizontal verkehrende Scenic Skyway hat zwei Gehänge, um die lange Kabine waagerecht zu halten, wenn die Passagiere in ihr hin- und hergehen. Für den Skyway an der Timberline Lodge in Oregon hat man die Karosserie eines Busses an vier Tragseile gehängt. Die Seilbahn zwischen Irland und Dursey Island hat ein Laufwerk aus einem breiten Metallrahmen, das auf den zwei sehr weit auseinanderliegenden Tragseilen fährt und der an vier kurzen Gehängen befestigten Kabine die erforderliche Stabilität gibt, um auch Schafe zu befördern (die Vorrang vor menschlichen Passagieren haben). Alle die vorstehend genannten Seilbahnen sind einspurige Pendelbahnen.
Die beiden Sektionen der Pendelbahn in Bezau im Bregenzerwald für sechs bis acht Personen waren eines der selten gewordenen Beispiele mit kleinen Kabinen.
Ungewöhnlich ist auch die Schladminger-Tauern-Seilbahn in Haus im Ennstal: Hier verkehren auf zwei Fahrbahnen je zwei Kabinen. Wenn eine Kabine in der Talstation startet, bewegt sich gleichzeitig eine weitere Kabine auf demselben Seil von der Mittelstation aus zur Bergstation. In der Mittelstation muss dann in eine Kabine auf der anderen Fahrbahn umgestiegen werden, die gerade von der Bergstation gekommen ist. Diese Maßnahme erhöht die Kapazität der Bahn deutlich.
Bei der Seilbahn Sulden am Ortler wurde der Gedanke weiterentwickelt: Auf jeder Fahrbahn verkehren zwei Kabinen für 110 Personen, die sich in der Mittelstation Kopf an Kopf begegnen, so dass die Fahrgäste nur von der einen zur nächsten Kabine umsteigen müssen. Die Tragseile verlaufen dabei kontinuierlich von der Bergstation bis in die Talstation, die Zugseile beider Abschnitte sind über miteinander verbundene Umlenkscheiben gekoppelt, so dass die Antriebe in der Bergstation auch die Zugseile des unteren Abschnittes bewegen.
Die beiden Pendelbahnen in Madeira befördern keine Touristen auf einen Berg hinauf, sondern die auf dem Hochplateau wohnenden Landwirte zu ihren Feldern an die Küste hinunter. Die Seilbahn Kaufhaus Weipert in Kiel war wohl die erste Personen-Einseil-Pendelbahn, bei der die beiden Kabinen an dem einen, umlaufenden Seil befestigt sind, das die Funktionen des Trag- und des Zugseils in sich vereint und die Kabinen hin- und herzieht. Die Rosh-Hanikra-Seilbahn in Israel ist ebenfalls eine solche Einseil-Pendelbahn, auch die Seilbahn Punkevní jeskyně – Macocha in Tschechien ist eine ähnliche Einseil-Pendelbahn.

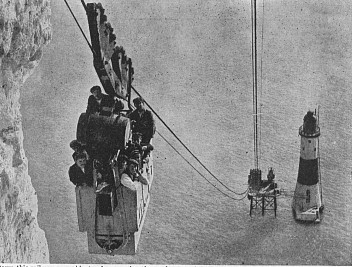
Beachy Head Seilbahn zum Bau des Leuchtturms, 1900/02
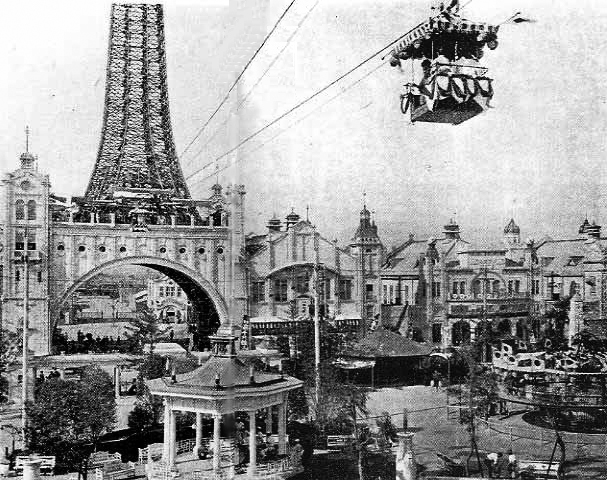
Seilbahn zwischen dem Tsūtenkaku Turm und dem Shinsekai Luna Park in Osaka (ca. 1913)
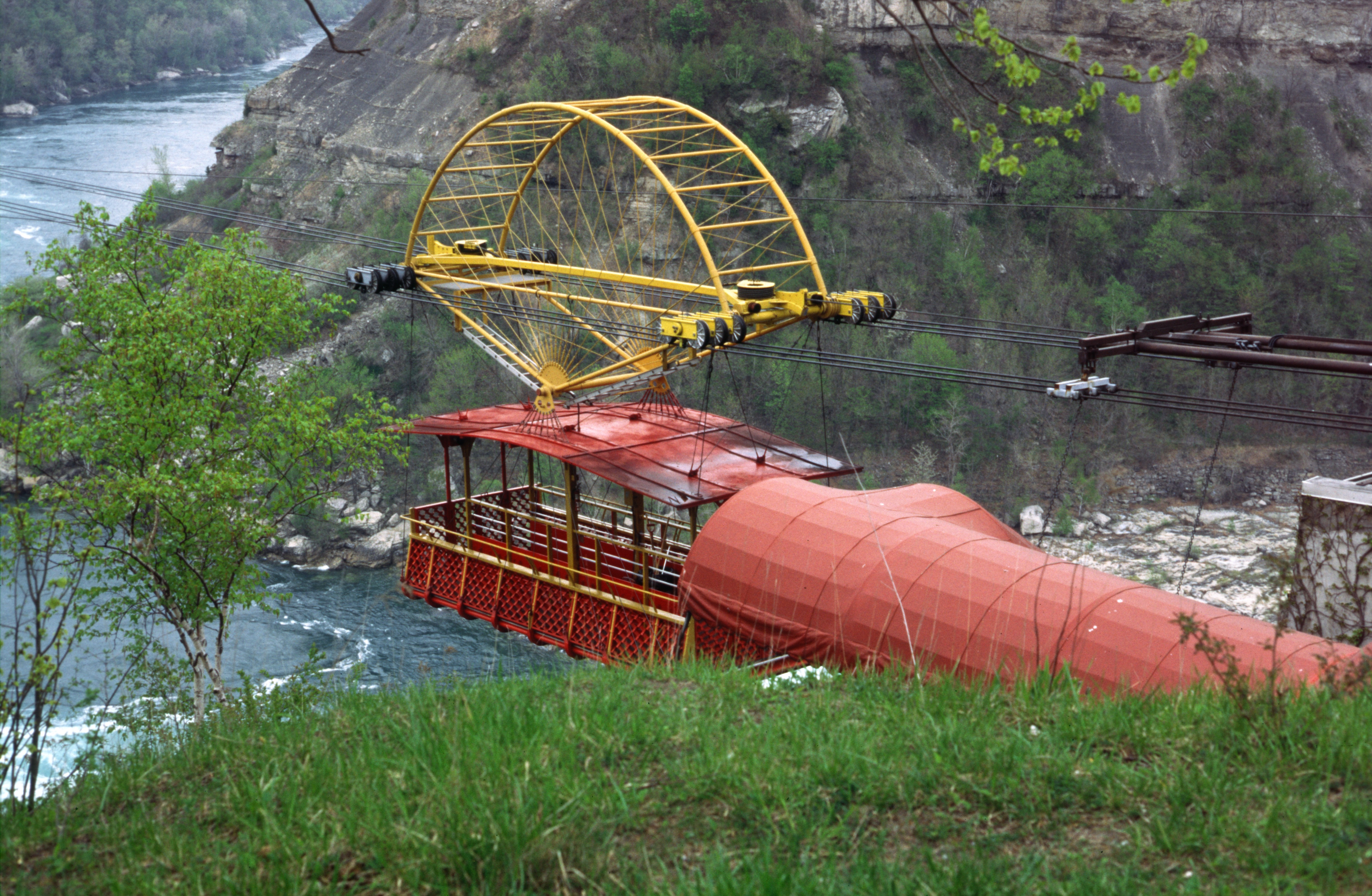
Whirlpool Aero Car an der Hauptstation, Kanada
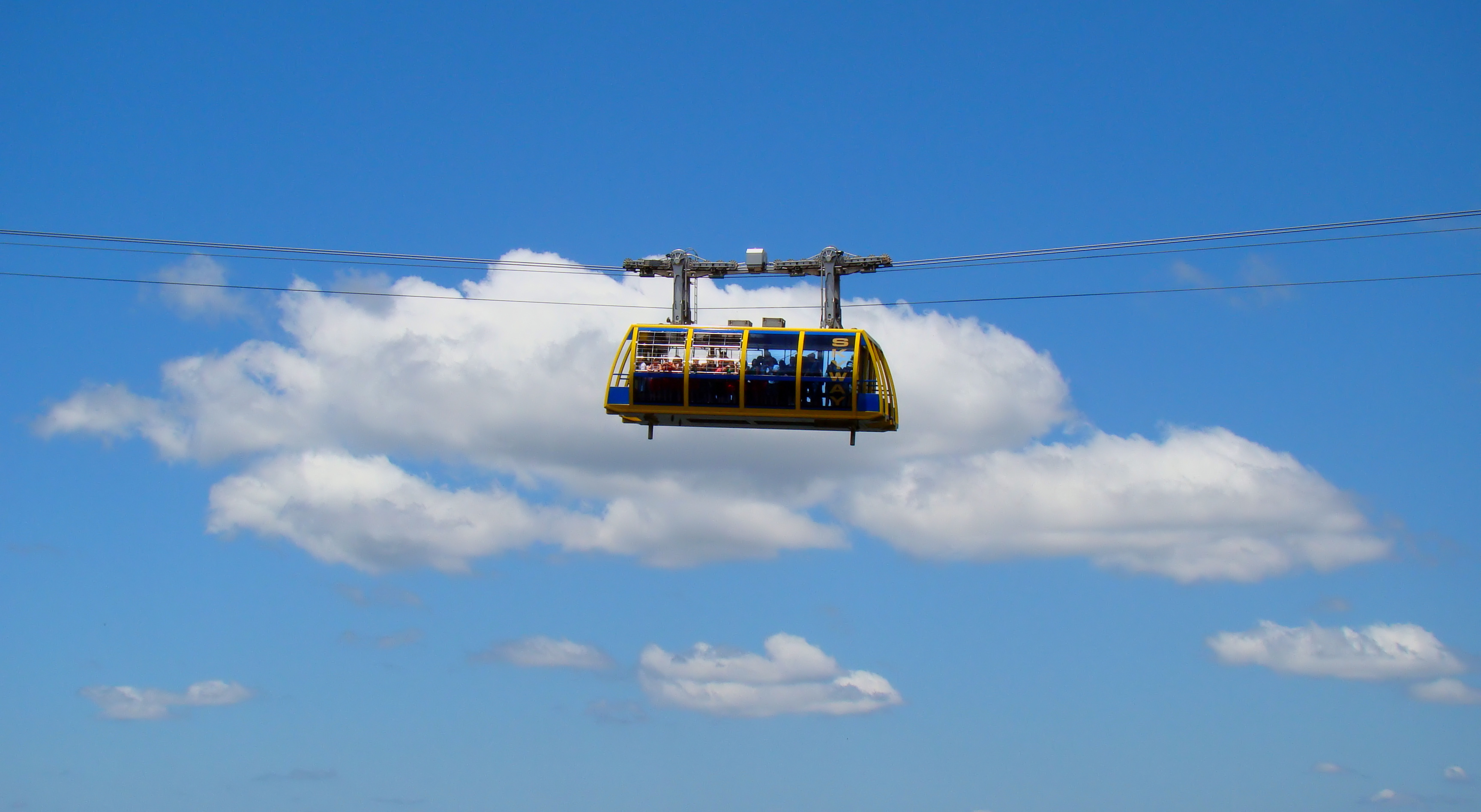
Scenic Skyway, Katoomba, New South Wales, Australien
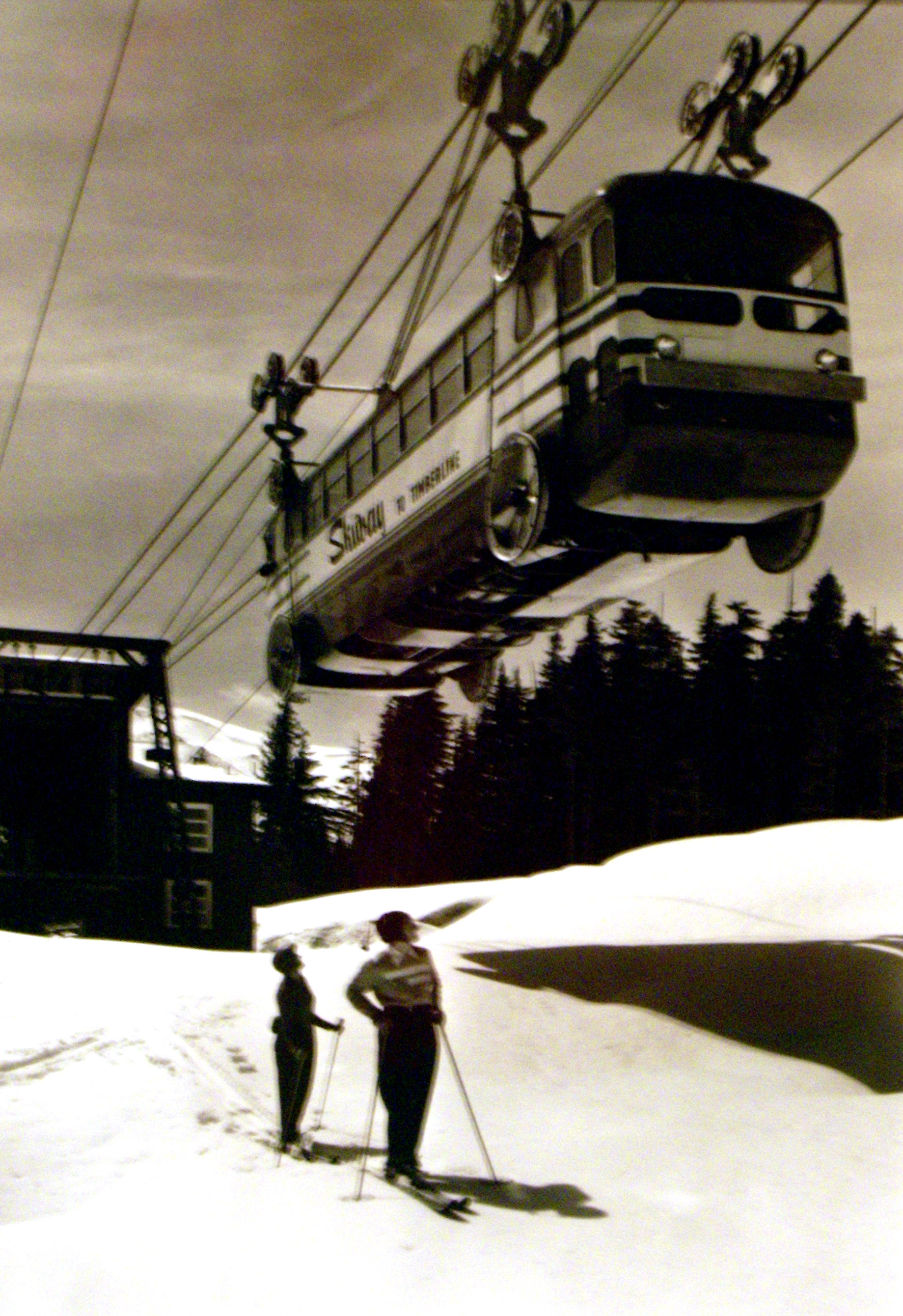
Skyway, Timberline Lodge, Oregon
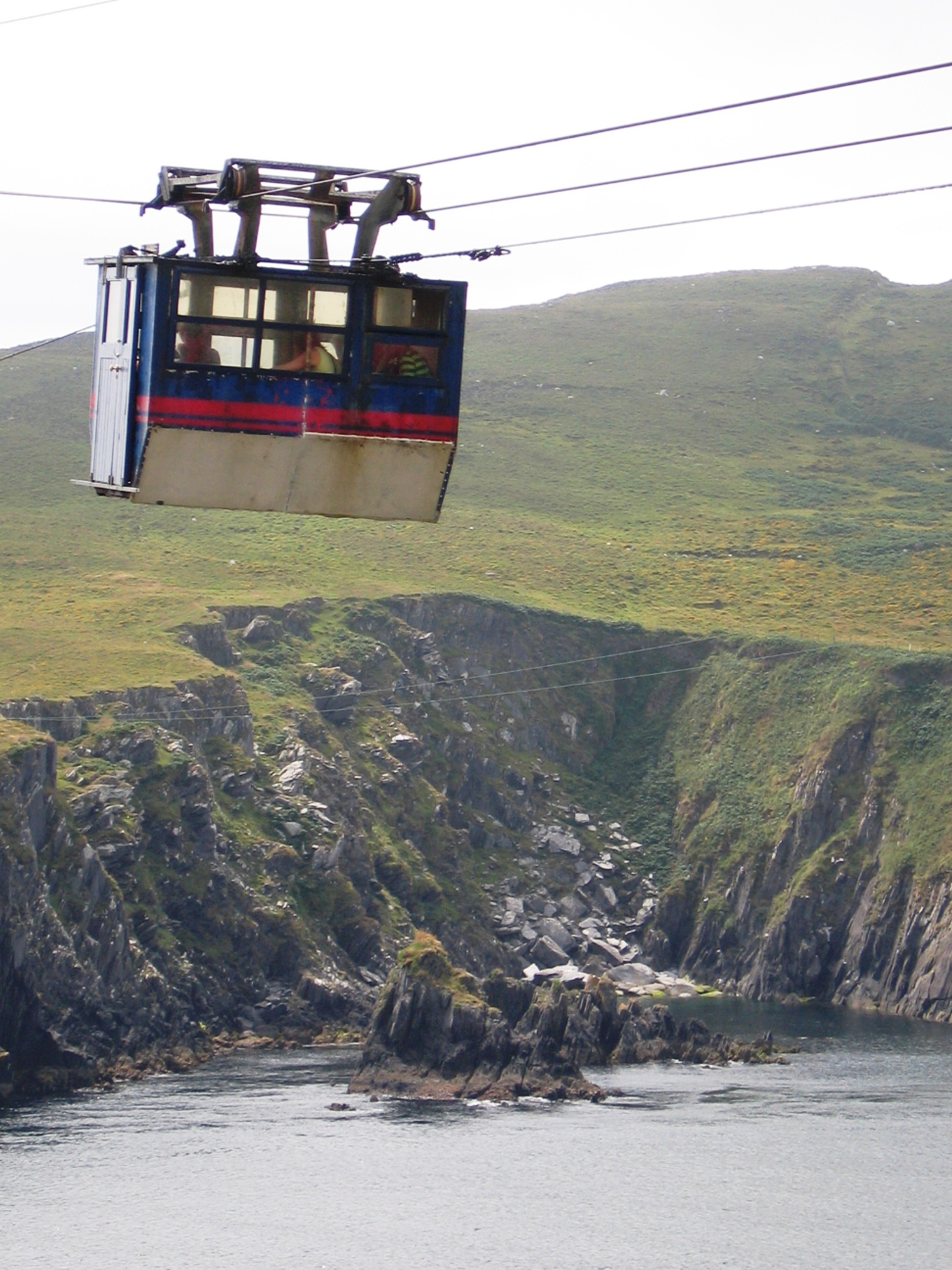
Dursey Island, Irland
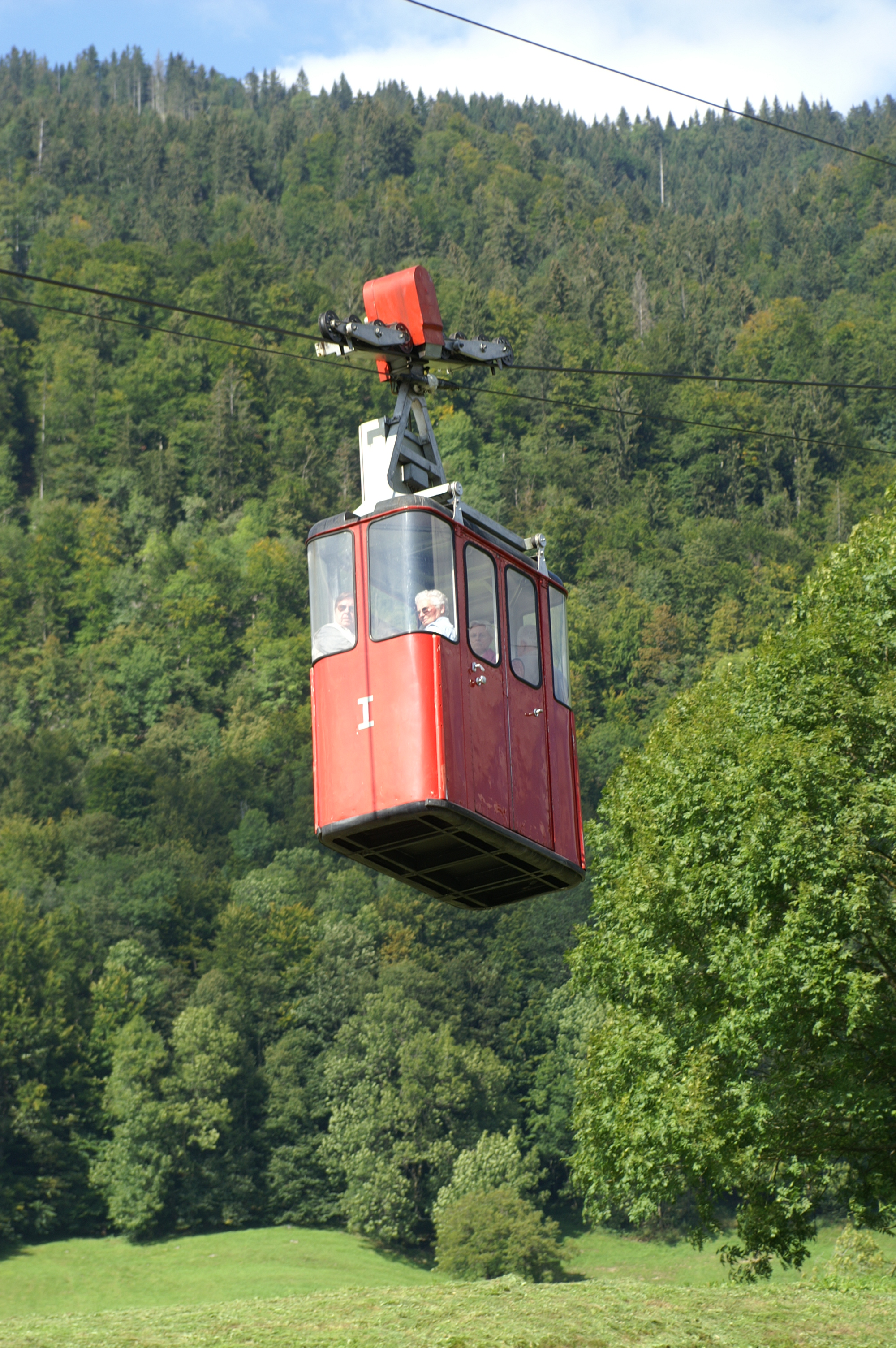
Pendelbahn Bezau, Bregenzerwald (2010 umgebaut)
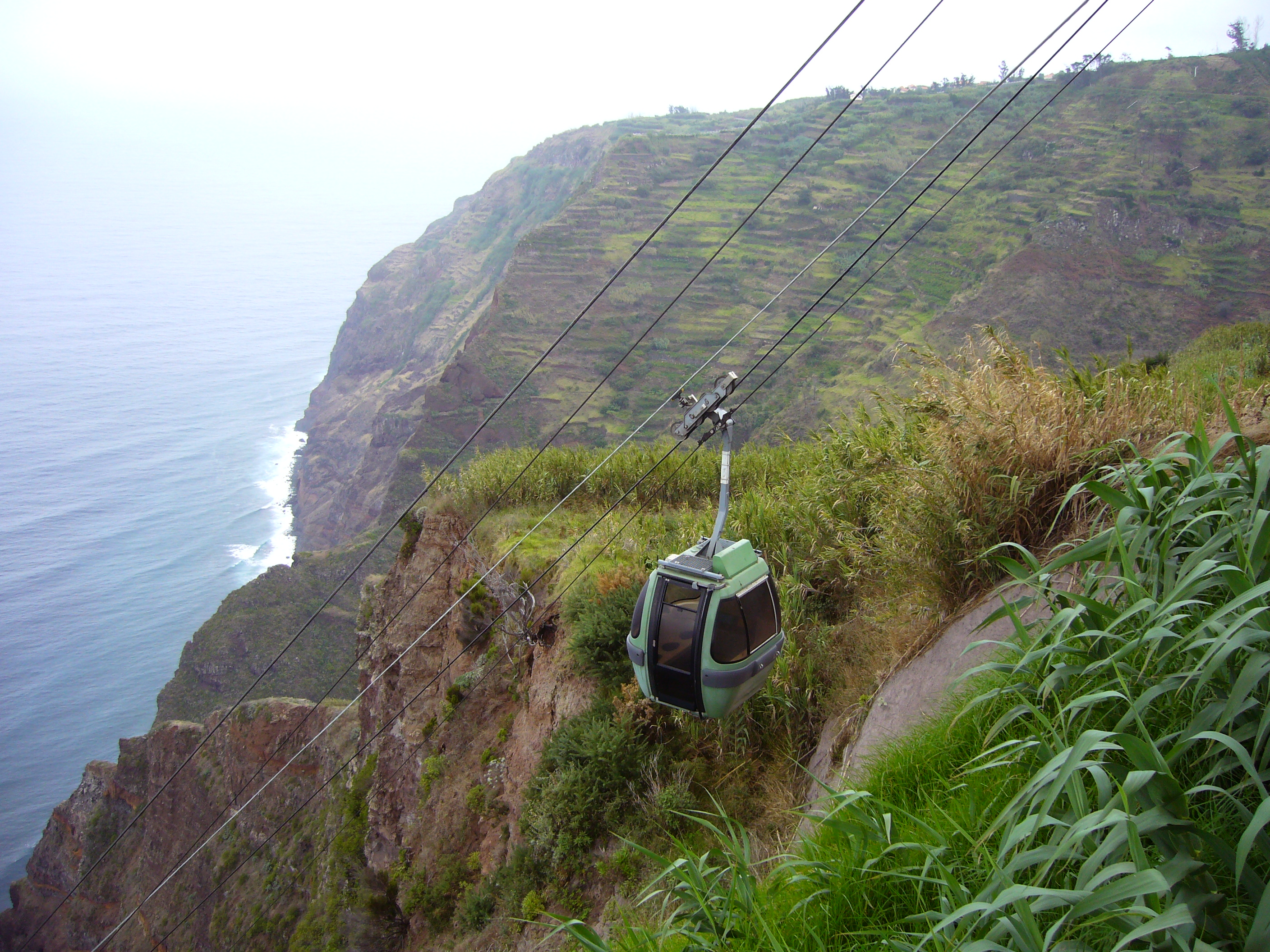
Seilbahn Achadas da Cruz, Madeira; Fahrt zu den Fajã da Quebrada Nova
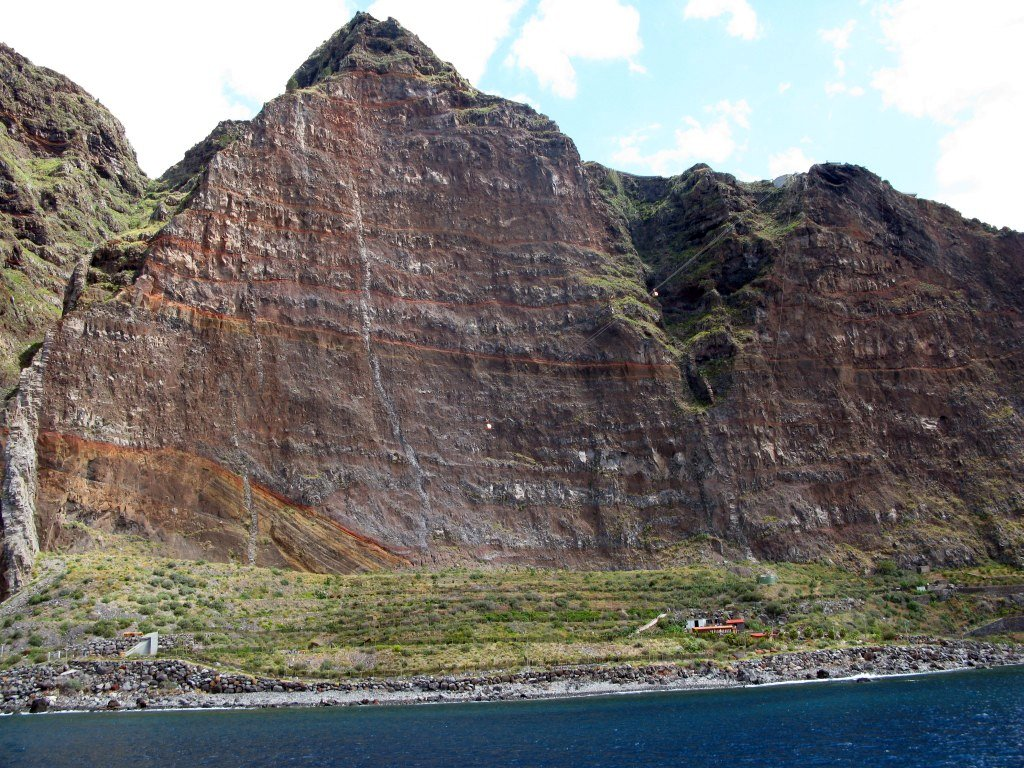
Rocha do Navio, Santana, Madeira. Seilbahn Rocha do Navio: Talstation links unten, Bergstation im rechten Sattel auf dem Grat
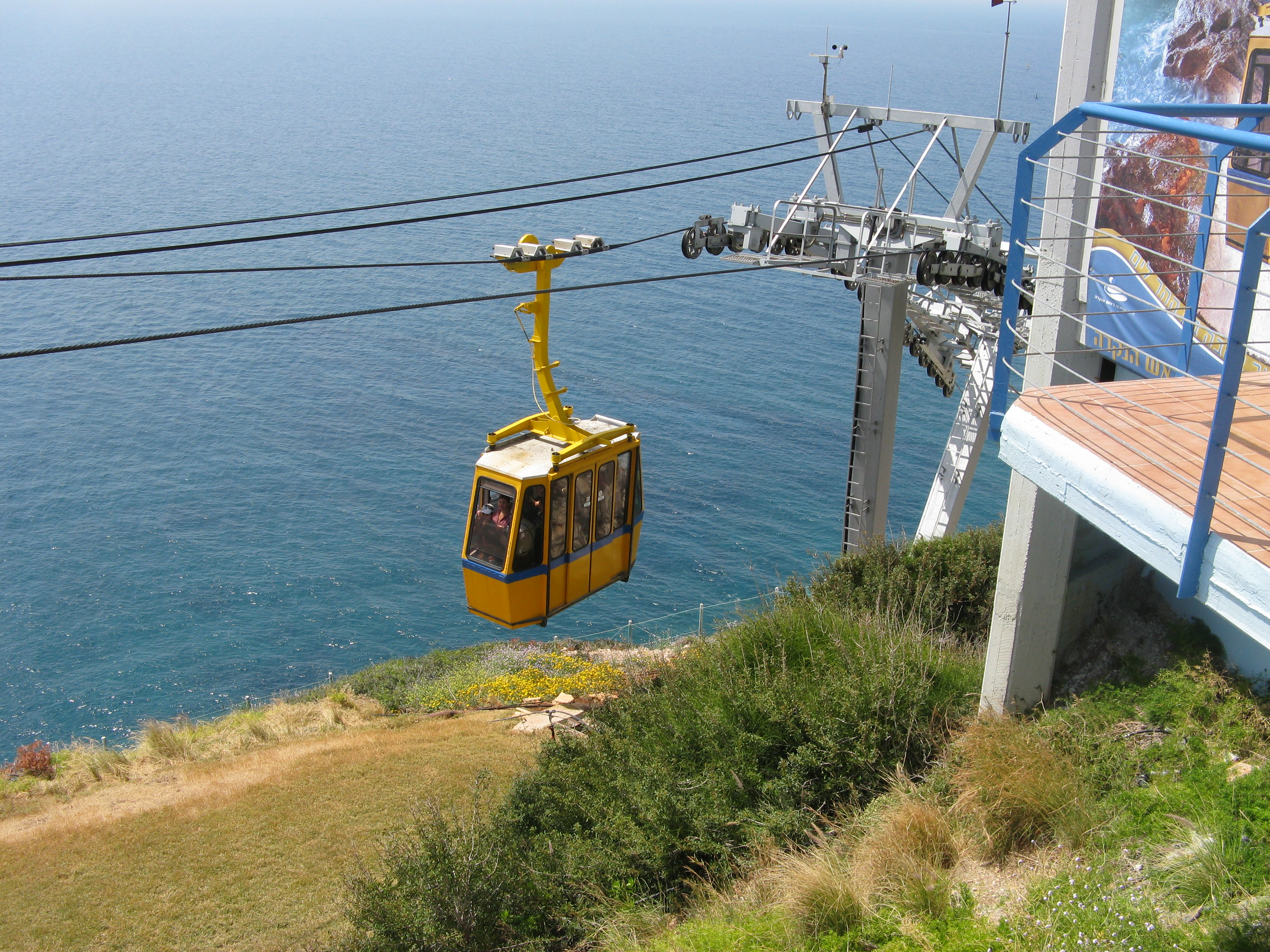
Rosh-Hanikra-Seilbahn, Israel

## Abkürzungen
Pendelbahnen werden von den Herstellern und in den Medien häufig mit folgenden Abkürzungen bezeichnet: PB (Pendelbahn); ATW (Aerial Tramway); TPH (Téléphérique).

## Barrierefreiheit
Pendelbahnen können ab einer gewissen Größe der eingesetzten Gondeln weitgehend barrierefrei gestaltet werden, bei kleineren Fahrzeugen kann es zu Einschränkungen bei der Türbreite und dem Platzangebot für Rollstühle oder Kinderwägen kommen. In der Schweiz müssen nach dem Behindertengleichstellungsgesetz Seilbahnen ab neun Plätzen pro Transporteinheit (mit Ausnahme der Skilifte und Sesselbahnen) behindertengerecht sein.